# NARUTO -ナルト-
『NARUTO -ナルト-』（ナルト）は、岸本斉史による日本の漫画。『週刊少年ジャンプ』（集英社）において、1999年43号から2014年50号まで連載された。全700話で、単行本は全72巻と外伝1巻。

## 概要
忍同士が超常的な能力「忍術」「体術」「幻術」「仙術」を駆使して派手な戦いを繰り広げるバトルアクション漫画。アジア各地の民話や伝承、宗教のオマージュを巧みに取り組んだ世界観の中で主人公と仲間達の友情、裏切りと復讐、師弟や家族の絆が中心として描かれ、忍の世界とその起源・歴史を含めた重層的なストーリー展開となっている。中盤以降は主人公であるうずまきナルトが単に戦いではなく“対話”と“許し”を以って平和をもたらそうとするなど“少年漫画らしからぬ”要素も含まれるようになり、読者からの支持が高い「ペイン編」での「ナルトが師である自来也を殺した敵と対話し、和解する。」という描き方は「ある意味でタブー（苦笑）。少年漫画では普通はやらないやり方だった。」と作者自らが後年述懐している。
本作の人気は連載当初から順調に伸び、『ONE PIECE』と並び『週刊少年ジャンプ』の二大看板、国民的人気作品となっていった。2002年からはぴえろ製作のテレビアニメが放送開始され、第一部終了後に85話のアニメオリジナルストーリーを挟み第二部からは『NARUTO -ナルト- 疾風伝』というタイトルにリニューアルされている。2012年10月にはアニメ放送10周年を迎え、21世紀にスタートしたアニメで10年以上続いた長寿アニメは本作が一番乗りとなった。
2014年10月6日には集英社より2014年11月10日発売分の2014年50号をもって連載が終了することが発表され、予定通り2014年50号で、ジャンプ史上初となる最終回での2話同時掲載(巻頭カラーとCオールカラー)で完結した。
本作の主人公のうずまきナルトが「ニューズウィーク日本版」2006年10月18日号の特集「世界が尊敬する日本人100」に架空の人物として唯一選出され、2017年に公益財団法人新聞通信調査会がアメリカ、イギリス、フランス、中国、韓国、タイの6カ国で実施した世論調査「知っている日本人」では、フランスで昭和天皇と安倍晋三に次いでナルトが3位となった。また、Googleが、2023年の検索ランキングを発表し、カテゴリー別の「世界で最も検索された言葉」では、アニメ部門で「NARUTO－ナルト－ 疾風伝（Naruto: Shippuden）」が、過去25年間の検索数世界1位を記録した。
この作品きっかけでラーメンを知った外国人が多く、海外のラーメンブームや売上にも貢献した。
単行本の国内累計発行部数は2019年5月時点で1億5300万部、全世界累計発行部数は2億5000万部を突破している。2024年9月時点で、フランス語版の累計出版部数は3300万部に達する。NARUTO関連のゲームシリーズの累計出荷本数は2024年3月時点で3547万本を記録している。中でも『ナルティメットストーム4』が2022年12月時点で世界累計出荷本数1188万本を記録している。
各SNSのプラットフォームにおいて、2024年1月時点で、アニメタグ数はYouTubeで420万件以上、アニメタグの再生数はTikTokで3335億回以上、Facebookでのアニメページのフォロワー数は1820万人以上であり、日本のアニメで1番多い。
完結後の2022年10月にイギリスのDiamond Lobbyが発表した世界のアニメ人気分布では187ヶ国のうち81ヶ国で1位(日本全アニメで最多の国数)を獲得し、日本を代表するアニメの1つとなっている。

## 完結後の展開
本編最終話を掲載した2014年50号にて、2015年春より、新編の短期集中連載予定、およびノベライズが発表された。このうち短期集中連載については2015年22・23合併号から32号まで、『NARUTO -ナルト- 外伝 〜七代目火影と緋色の花つ月〜』（ナルト がいでん 〜ななだいめほかげとあかいろのはなつつき〜）と題して連載され、この外伝の単行本は初版100万部を記録した。
本編完結後もテレビアニメ版は2017年3月まで放送を継続（後述）。各種メディアミックス系作品・イベントも「NARUTO新時代開幕プロジェクト」と冠され展開中。
2014年12月には最終話に至るまでの経緯を描く劇場版アニメ『THE LAST -NARUTO THE MOVIE-』が上映された。
2015年3月からは舞台『ライブスペクタクル NARUTO』シリーズが公演開始された。
2016年12月17日、「ジャンプフェスタ2017」の「NARUTO-ナルト-×BORUTO-ボルト-」のステージイベントで、ライオンズゲートの配給、マイケル・グレイシーの監督で実写映画化されることが発表される。
2017年11月には新作歌舞伎「NARUTO-ナルト-」の上演が決定した。2018年8月に東京・新橋演舞場で上演される。
2019年5月31日には、漫画連載20周年を記念して『NARUTO to BORUTO THE LIVE 2019』のステージイベントが決定した。アニメの声優、同作の主題歌を担当したアーティスト、舞台版の役者、ゲーム実況者が勢揃いする。同年10月6日・10月7日の幕張メッセイベントホールで開催された。
2021年12月18日の「ジャンプフェスタ2022」からは、テレビアニメ放送20周年を記念して、20周年記念プロジェクトが進行。
2022年10月3日には、『NARUTO OFFICIAL SITE』が正式にオープン。同日にStudioぴえろの公式YouTubeチャンネルで公開された本作の完全新作PVは、わずか5日で1000万回以上の再生数を記録した。2022年12月5日時点で再生回数は1500万回以上を記録している。また、公開から6日で高評価の数は100万を超し、完結後でも世界中から愛されていることを証明した。
2022年12月10日から2023年1月31日まで、テレビアニメ放送20周年を記念して、秋葉原UDX内で展示イベントとして『NARUTO THE GALLERY』が開催される。
2022年12月17日の「ジャンプフェスタ2023」の「NARUTO-ナルト-×BORUTO-ボルト-」のステージイベントより、史上初である全世界規模の人気投票企画『NARUTOP99』が開始された。総投票数は開始から1週間経たずして100万票を突破した。トップ20入賞キャラクターには、原作者・岸本斉史による書き下ろしのイラストが描かれるほか、1位入賞キャラクターは、書き下ろしの読み切り漫画が実施される。『NARUTO OFFICIAL SITE』にて投票受付された結果、人気投票1位となった「波風ミナト」の読み切り「NARUTO -ナルト- 外伝 〜渦の中のつむじ風〜」が週刊少年ジャンプに掲載される。
2022年12月17日の「ジャンプフェスタ2023」の「NARUTO-ナルト-×BORUTO-ボルト-」のステージイベントより、2023年に『NARUTO THE LIVE』のステージイベントが決定し、9月2日・3日に公演された。

### 『BORUTO』
2015年8月には最終話以降の物語を描く劇場版アニメ『BORUTO -NARUTO THE MOVIE-』が上映された。
「ジャンプフェスタ2016」のにて漫画連載が発表され、2016年23号からは、原作・監修を岸本、脚本を小太刀右京、漫画を池本幹雄がそれぞれ担当する形で、『BORUTO-ボルト- -NARUTO NEXT GENERATIONS-』が月一連載されている。
2016年12月17日、「ジャンプフェスタ2017」の「NARUTO-ナルト-×BORUTO-ボルト-」のステージイベントで、テレビアニメ化を発表。2017年3月に終了した『疾風伝』と入れ替わる形で、4月からテレビ東京系にて放送。
2023年10月号からは、第二部となる『BORUTO-ボルト- -TWO BLUE VORTEX-』がVジャンプにて連載開始される。

## 世界での人気・評価

### 日本国外での人気
日本国内の人気もさることながら、国外での人気も高く、2000年代を代表する『ドラゴンボール』の後継作品として認知されている。アニメ放映は80ヵ国以上、ライセンス商品は90ヵ国以上で販売されている。海外では最も有名な日本のアニメの1つとなっており、本作がきっかけで日本の文化・アニメなどに興味を持った人達が多い。また世界中にラーメンを広めることに貢献した作品としても知られている。
- 2005年9月、米国カートゥーンネットワークで『NARUTO』の放映が始まった[28]。前評判が非常に高く第2の『ドラゴンボール』になるかもしれないと関係者の高い期待を背負っての登場であり、その期待に応えるようにターゲット層では過去4週間の同時間帯の平均視聴を大幅に上回り大成功となった[29]。
- 2006年、本作の主人公のうずまきナルトが「ニューズウィーク日本版」2006年10月18日号の特集「世界が尊敬する日本人100」に架空の人物として唯一選出された[30]。架空の日本人が選出されたのは史上初の快挙である。
- 2006年、米国版の単行本7巻が米国でその年に出版された書籍から最も優れた作品を選ぶクィル賞(Quill Award)のグラフィックノベル部門を受賞した[31]。グラフィックノベル部門で日本のマンガが同賞を獲得したのは史上初であり、その売れ行きは米国の出版界のなかで人気を増しつつある日本のマンガのなかでも、群を抜いていると評された。
- 2007年、米国のインターネット関連情報サイトTechCrunchによると、2007年の1年間の米国Yahoo！の検索エンジンで最も検索数の多かったキーワードランキングで、1位のブリトニー・スピアーズ、2位のWWE、さらに3位のパリス・ヒルトンに続き『NARUTO』が4位となった[32]。『NARUTO』は、今回、検索ベスト10に入った唯一のアニメのキャラクターであるだけでなく、米国の全アニメーション、マンガ、映画も含めてベスト10入りした唯一のキャラクターでもある[33]。
- 2008年に行われた海外で人気の日本の漫画ランキングではアメリカとフランスでそれぞれ1位を獲得した[34]。
- 2009年、米Yahooの検索ワードランキングで6位につけ、テレビアニメが高視聴率を記録している[35]。中国では『NARUTO』の配信再生回数は何十億回にも達する[36]。
- 2009年、Google世界急上昇ワードランキングでエンタテインメント部門において、1位「マイケル・ジャクソン」、2位「トランスフォーマー」、3位「エミネム」に続いて『NARUTO疾風伝』が世界第4位につけた[37]。
- 2011年、人気アニメランキング調査では、『BLEACH』と『ONE PIECE』をそれぞれ２位と３位に抑えて南米で1位となった[38]。
- 2012年11月、その人気の高さゆえ、海外で熱狂的ファンを持ち過ぎたため、NARUTOファンのロシア人の少年が本作の人気キャラクターうちはイタチの後追い自殺をしてしまったというショッキングな事件も起こってしまった[39]。
- 2014年、JASRACは、海外の著作権管理団体からの入金が最も多かった作品に与えられる国際賞を高梨康治が作曲したアニメ『NARUTOｰナルトｰ疾風伝』のBGMが2年連続で受賞したと発表し、海外での人気の高さを証明した[40]。
- 2014年、アジア各国で検索されたキーワードランキングでは日本、韓国、台湾、香港、マレーシア、インドネシア、フィリピンの7カ国にて『NARUTO』に関連するキーワードが上位にランクインした[41]。具体的にはそれぞれ日本で8,9位、韓国で1,3,6位、台湾で4,5位、香港で5,7位、マレーシアで7位、インドネシアで3,10位、フィリピンで5位である[42]。
- 2015年、公益財団法人の新聞通信調査会が米英仏中韓タイの計6千人を対象に、日本に対する関心やメディアへの信頼度などを調べるため、「日本で知っている人の名前」を尋ねた項目では三島由紀夫や村上春樹らを抑え、ナルトがフランスで9位にランクインした[43]。
- 2017年11月〜2018年10月にかけて行われた調査では、NARUTOのアニメ聖地も世界中で大人気であり、徳島県鳴門市(作品の舞台ではないがナルトをかけたイベントなどが行われている)その話題件数は約1年で88万件以上も記録し、これは日本アニメの中で2位であり、ブラジルでは1位のポケモンを上回る話題量を記録した[44]。
- 2018年8月18日、テレビ朝日にて放送の『陸海空 地球征服するなんて』で発表された、世界中10の国・地域で1万人から集計した日本人知名度ランキングでは、NARUTOの作者である岸本斉史が鳥山明や安倍晋三を抑え、宮崎駿に次ぐ総合4位となった[45]。また、マレーシアでは1位を獲得している[45]。
- 2019年の調査では、『名探偵コナン』や『ONE PIECE』と共に東南アジアでも高い人気を誇り、特にインドとインドネシアでは、好きな日本のコンテンツと有名な日本のコンテンツでそれぞれ1位を獲得している[46]。
- 2019年、フランスの新聞ル・モンドがJapan Expo開催20回目を迎えたのを機に発表した「「日本の傑作漫画20選」に選出され、その中でも本作が1番最初に名前が挙げられた[47]。
- 2020年1月13日、大手アニメ配信サービスCrunchyrollの発表によると、同シリーズが2010年代に世界で最も視聴されたアニメと認定された[48]。特に北米、中東、アジアで視聴回数1位を獲得している[49]。
- 2020年、その人気から中国上海では『NARUTO』の常設屋内型キャラクターテーマパーク「NARUTO WORLD（火影忍者世界）」が誕生した[50]。
- 2021年には、完結後も「NARUTO-ナルト-疾風伝」は世界中で人気を得ており、海外からの分配の約6割を占めるアメリカのほか、ドイツ、フランス、ブラジルなど世界中で幅広く放送され、『NARUTOｰナルトｰ疾風伝』のBGMが2013年,2014年,2020年に続き通算4度目のJASRAC国際賞を受賞した[51]。
- 2021年2月には、その海外人気の高さから、テレビ東京は『NARUTOｰナルトｰ』シリーズを『フルーツバスケット』とともにサウジアラビア・UAE・クウェート・エジプトなどのアラビア語圏の中東・北アフリカ地域で、動画配信サービス「STARZPLAY」にて、英語・アラビア語字幕付きで配信すると発表した[52]。
- 2022年1月19日の発表では、2021年の1年間に世界で視聴回数が多かったアニメの上位に選出され、完結した今でも世界トップクラスの人気を維持し続けている[53]。
- 2022年5月、音楽配信、カラオケ、CMなど、前年度にJASRACからの著作物使用料の分配額が多かった作品の作詞者・作曲者・音楽出版社の功績と栄誉を称え表彰するJASRAC賞の国際賞をテレビ東京のテレビアニメ「NARUTO－ナルト－疾風伝」のBGMが、3年連続通算5度目の受賞を果たし、ポケモンと並ぶ歴代最多記録となった[54]。アメリカ、フランス、ドイツからの分配が全体の93％を占めるほか、カナダ、マレーシア、ブラジルなど合計25の国・地域の団体から分配があるなど世界各国で利用された[55]。
- 2022年6月、Broadband ChoicesはGoogleから世界で最も人気のあるアニメシリーズに関するデータを収集し(世界の146カ国で最も検索されたアニメを調査)、 「Naruto」が93カ国で最も人気のあるアニメとなり、アニメ全体の16.2%という圧倒的検索量を集め総合1位となった[56]。2位には16カ国で首位を獲得したPokemonがランクインした[57]。さらに、「Naruto sippuuden」も全体の9位にランクインしている[58]。
- 2022年10月3日にStudioぴえろの公式YouTubeチャンネルで公開された本作の完全新作PVは、5日で1000万回以上の再生数を記録し、100万以上の高評価が付いている[18]。
- 2022年10月にイギリスのDiamond Lobbyが発表した世界のアニメ人気分布では187ヶ国のうち81ヶ国で1位を獲得した[59]。具体的には、北米･南米の48.57%で1位、欧州の41.86%で1位、アジアの28.26%で1位(46ヶ国のうち13ヶ国で1位)、アフリカ大陸の58.82%で1位、オセアニア州の18.18%で1位を獲得している[60]。
- 2022年11月、米･ブルックリン公共図書館が過去125年間で最も貸し出された図書を125位まで発表し、『NARUTO』が全書籍の中で7位にランクインした[61]。もちろんこれは日本の漫画で1位であり、他には『BLEACH』が26位、『ONE PIECE』が36位、『犬夜叉』が79位、『テニスの王子様』が82位、『鋼の錬金術師』が87位にそれぞれランクインしている[62]。
- 2023年5月、JASRAC賞の国際賞をテレビ東京のテレビアニメ「NARUTO－ナルト－疾風伝」のBGMが、前人未到となる4年連続通算6度目の受賞を果たし、ポケモンを抜き歴代単独最多記録となった[63]。アメリカ、フランス、ドイツをはじめ、合計35の国・地域の団体から分配があり、配信での利用が大幅に増加したことが語られている[64]。また、同シリーズからは分配金額4位に『NARUTO BGM』(作曲者:増田俊郎)、6位に『BORUTO-ボルト-NARUTO NEXT GENERATIONS BGM』(作曲者:高梨康治)もランクインしている[65]。
- 2023年10月7日にテレビ朝日で放送された「1万人が選ぶ！ついに決定！令和VS平成VS昭和　アニソンランキング」の中の、「外国人が好きなアニソン」で本作のオープニングテーマである「ブルーバード」が1位、「GO!!!」が7位にランクインした[66]。
- 2023年12月、Googleが、検索数ランキングを発表し、カテゴリー別の「世界で最も検索された言葉」では、「アニメ（anime）」で「NARUTO－ナルト－ 疾風伝（Naruto: Shippuden）」が世界1位を記録した[67][68]。
- 2024年4月には、世界で最も人気のある子供向け番組の調査で、83ヶ国で1位を獲得して世界トップとなっている[69]。
- 2024年5月、JASRAC賞の国際賞をテレビ東京のテレビアニメ「NARUTO－ナルト－疾風伝」のBGMが、5年連続通算7度目の受賞を果たす[70]。アメリカ、フランス、ドイツをはじめ、合計38の国・地域の団体から分配があり、世界での人気ぶりが健在であると語られている[70]。また、同シリーズからは分配金額2位に『NARUTO BGM』（作曲者：増田俊郎）、3位に『BORUTO-ボルト-NARUTO NEXT GENERATIONS BGM』（作曲者：高梨康治）もランクインしており、国際賞の上位3位全てが関連作品となる快挙を達成している[71]。
- 2024年11月、日本食品海外プロモーションセンター(JFOODO)が実施した「外国人が視聴し、日本食の実食に繋がったアニメ作品は何か」というアンケート結果で、NARUTOが1位を獲得した[72]。
- 2025年3月、NARUTOが2024年にNetflixで3億3000万時間視聴され、2024年のNetflixで最も多く視聴されたアニメとなった[73]。

### 日本国内での評価
- 2012年、NTTレゾナント株式会社が運営するインターネットアンケートサービス「gooリサーチ」が「マンガ」について全国の15歳～44歳の男女1939名を対象に実施したアンケートでは好きなマンガランキングで『ONE PIECE』、『SLAM DUNK』、『ドラゴンボール』に続く総合4位を獲得した[74]。
- 2012年にオリコンが行ったモニターリサーチの【世界に通用しているマンガ＆アニメランキング】では『ポケットモンスター』や『新世紀エヴァンゲリオン』、『キャプテン翼』などの名だたる作品を抑え、4位にランクインした[75]。
- 2015年に芸術選奨文部科学大臣新人賞を受賞した[76]。受賞理由として、王道の少年マンガの要素である挑戦、成長、戦い、友情と仲間の力に奥行きを与える要素として民間伝承や歴史や東洋文化の香りを見事なバランスで組み込んで独自の宇宙観を生み出しており、秀逸なキャラクター造形で描かれる登場者の多くが戦いに対して考え、悩み、対話を求める。世界がナルトに魅せられるのはこの対話しようとする主人公の姿勢にあるのではないかと評されている[77]。
- 2015年に第19回手塚治虫文化賞における「マンガ大賞」の最終候補作にノミネートした[78]。
- 2018年に実施された高校生が“好きなマンガ・コミック”BEST10では完結から既に4年経過してるにもかかわらず、男子の部門で『ONE PIECE』、『七つの大罪』に続く3位にランクインした[79]。
- 2021年1月2日、テレビ朝日で放送された『国民15万人がガチで投票!漫画総選挙』で完結から7年経過していたが7位にランクインを果たした[80]。
- 2022年、20代向け転職メディア「じょぶおたく」を運営するLANYが、ロビンソン・クルーソーと合同実施した「名作だと思う漫画」ランキングで『ONE PIECE』と共に10〜20代で同率1位を獲得した[81]。
- 2022年、マグノミクス編集部が行った「アナタにとってのジャンプ看板作品は？」と題した調査では、『NARUTO』が『ONE PIECE』、『ドラゴンボール』に続き3位を獲得した[82]。
- 2023年、「この15年に完結したマンガ総選挙」最終候補にノミネート[83]

## 売上記録

### 発行部数
単行本の国内累計発行部数は2019年5月時点で1億5300万部を突破している。また単行本は60以上の国と地域で発売されており、ドイツで300万部、タイで540万部、中国で750万部、アメリカでは1200万部の売上げを記録し、2022年12月時点で海外累計発行部数は1億部を突破している。2019年5月時点で全世界累計発行部数は2億5000万部を突破している。
2010年4月30日に発売された単行本51巻で国内累計発行部数が1億部を突破し、同社の中で5作目の国内1億部達成となった。2014年にはコミックス70巻までの累計発行部数が2億部を超えて同社の中で3作目の2億部達成となった。

### 日本での売上
2010年11月に発売された53巻が初週売上81万9000部を記録し、3週目で累計100万部を突破してオリコンの本ランキングの集計が始まった2008年4月以降で12巻連続となった。
またオリコンは2012年の年間“本”ランキングコミック部門（集計期間：2011年11月21日～2012年11月18日）のトップ20を発表し、NARUTOの60巻と61巻がそれぞれ期間内に126.6万部、128.1万部を売り上げて『ONE PIECE』の65〜68巻に続く5位、6位にランクインした。2015年2月に発売された最終72巻は発売初週で87.4万部を売上げ、オリコン週間“本”ランキング（集計期間：2月2日～8日）コミック部門首位を獲得した。このことから15年の長期連載にもかかわらず最後まで安定した高い人気を維持し続けたことが分かる。結果2008年から始まったオリコン集計では42巻(当時の最新巻)〜72巻(最終巻)までの31作が実売100万部以上を記録した。累積売上部数がミリオンヒットを記録した数はオリコン史上歴代3位となる。

### アメリカ合衆国での売上
- 2005年、アメリカ出版業界情報サイトであるブックスタンダードの発表によるとコミックス＆グラフィクノベル部門で『NARUTO』の1,6巻の米国での売上がそれぞれ2位,3位を獲得し、ベスト10に5作品がランクイン、ベスト20に7作品がランクインした[97]。
- 2006年には『NARUTO』の9巻が『スーパーマン』や『スパイダーマン』を抑えて北米で一番売れたグラフィックノベルとなった[98]。
- 2007年には『NARUTO』の16,17,18巻の売上が北米で4週連続のトップ3を占めた[99]。
- 2008年の年間売上では『NARUTO』の28,29,30,27,31,26,1,32,25巻がそれぞれ2位,3位,4位,6位,7位,8位,15位,16位,18位となりトップ20に9作品がランクインする快挙を成し遂げた[100]。
- 2009年コミック年間売上ランキングで総合1位を獲得した[101]。
- 2010年の年間売上ランキングでも1位を獲得した[102]。
- 2011年には北米上半期(1〜6月)のマンガ売上ランキングで1位を獲得し、依然として米国での「ナルト」人気が健在であることを証明した[103]。
- 2012年にもアメリカ国内で年間コミック売上ランキング1位を維持した[104]。

### フランスでの売上
- 2020年に第1巻が12万7850部、全体で約120万部を売り上げ、フランスにおける年間ベストセラー漫画となった[105]。同作品はフランスにおいては出版社Kanaが2002〜2016年にかけて全72巻を出版しており既に完結している作品が2020年になっても、これだけ多く売れるのは「ナルト」がカリスマ的作品で多くのフランス人の関心を引くものであることを表しているなどのコメントが寄せられた[106]。
- 2021年の年間売上で『NARUTO』の1巻が27万5000部、2巻が23万部、3巻が20万3000部を売り上げ、それぞれ全体の2,4,10位(日本の漫画の中ではそれぞれ1,3,7位)にランクインするなど完結した現在でも高い人気を誇る[107]。
- 2022年8月時点で、フランスだけで漫画の売上部数が2000万部、アニメのDVDの売上は500万枚以上という脅威的な売れ行きで、フランスの漫画・アニメカルチャー界に大旋風を巻き起こしたとされる[108]。
- 2023年2月時点で、フランス国内での単行本売上部数は、出版社のKana史上最高となる2850万部以上を記録している[109]。

### ドイツでの売上
- 2019年の書店別年間売上で全体の2位、2020年は1位を獲得している[110]。
- ドイツの出版業界誌によれば、2022年の1月〜7月のマンガ売上ランキングで『NARUTO』の24巻(廉価版)が全体の3位にランクインしており、完結から8年経っても高い人気を誇っている[111]。
- ドイツのみで単行本の販売部数は2020年9月時点で500万部以上を記録している[112]。

### スペインでの売上
- 2012年1〜2月第2週目の売上で『ベルセルク』、『聖闘士星矢』と共に上位にランクインしている[113]。

### テレビアニメ
- 2011年4月〜2012年3月までのテレビ東京のアニメで売上高1位、祖利益2位(1位は『ポケモン』)を獲得した[114]。
- 2015年4月〜2016年3月までのテレビ東京のアニメで売上高1位、祖利益2位(1位は『妖怪ウォッチ』)を獲得し、特に海外ではアニメ事業だけでなく、テレビ東京グループ全体の海外事業を牽引している[115]。
- 2016年6月時点でNARUTOのテレビアニメは、放送されているテレビ東京の中で、一番営業成績を上げたアニメとなっている[116]。
- 2021年も既に完結してるにもかかわらず売上・利益ともに『BORUTO』、『ポケモン』と共にトップ3を占めた[117]。
- 2022年3月度の決算でも、NARUTOの中国企業に対する配信や北米における商品化権許諾などの海外展開が引き続き好調だったため、売上高・粗利益共に『遊戯王』や『ポケモン』を抑えて、貢献度1位を獲得し、2位には続編である『BORUTO』がランクインした[118]。

### ゲーム出荷本数
- 2012年の1月時点で、「NARUTO−ナルト−」のゲームシリーズが世界累計出荷本数1000万本を突破した[119]。内訳は日本・アジアで190万本、北米で430万本、欧州で380万本である[120]。
- 2019年12月時点では、テレビゲームの『ナルティメットシリーズ』は、世界累計出荷本数2000万本を記録した[121]。また『ナルティメット』シリーズ中の『ナルティメットストーム』シリーズは全世界で1395万本の出荷本数を記録した[122]。
- 2021年3月時点で、『ナルティメットストーム』シリーズは全世界で2080万本の出荷本数を記録している[123]。
- 2022年3月時点で、「NARUTO−ナルト−」関連のゲームシリーズの累計出荷本数が2811万本を記録している[124]。また、2023年9月時点で『NARUTO X BORUTO 忍者BORUTAGE』が全世界1億1111万1111ダウンロードを突破している[125]。
- サイバーコネクトツー2024年卒向け会社説明会」動画にて、追加コンテンツも含めた『ナルティメットストーム4』が累計1188万本を超えたことも発表された[126]。
- 2024年12月時点で、「ナルティメットストーム」シリーズの世界累計販売本数が3000万本を突破している[127]。

### メディアミックス
2020年8月の時点で、NARUTOのライセンス商品や漫画、アニメ、ビデオゲームなどの全世界総収益は推定103億$(1兆4000億円以上)を記録するメガヒット作品となっている。

## 後世の漫画に与えた影響
- 『僕のヒーローアカデミア』
  - 作者の堀越耕平は『NARUTO』の最終話が掲載された『ジャンプ』の巻末で「NARUTOは僕の青春そのものです。」とコメントをしており、学校の友達と毎週のように話をしていたと岸本斉史との対談で話している[129]。またうちはサスケやうずまきナルトのクナイの持ち方から手の細かい表現が気になりそこから手を描くのが大好きになったとコメントしている[129]。
- 『鬼滅の刃』
  - 作者の吾峠呼世晴は影響を受けた作品ベスト3で『ジョジョの奇妙な冒険』、『BLEACH』と共に『NARUTO』を挙げている[130]。また「このマンガがすごい！2019」（宝島社）に掲載されたインタビューでは好きな漫画に『NARUTO』、『BLEACH』、『ワンパンマン』を挙げており、「戦闘やファンタジーなど現実には起こりえない現象をリアルに分かりやすく、見やすく、個性を織り交ぜつつもの凄い迫力で描ける先生方はもう格が違うので心から尊敬します。」とコメントしており、更に「一生漫画を描き続けても先生方のようにはなれない。」とのコメントも残している[131]。
- 『呪術廻戦』
  - 本作に登場する五条悟は度々読者からはたけカカシがモデルと勘違いされるが、作者の芥見下々曰く「カカシ先生よりも中忍試験で包帯グルグル、額当てで目隠しをしていた試験官の影響。」とのこと[132]。しかしはたけカカシも意識しており、うずまきナルトの修行シーンではたけカカシが辛い修行を課すと仰々しくネタ振りをし、実際は「木登り」をするという肩透かしで外すというフリオチの演出を呪術廻戦ではそっくりそのまま採用したと芥見下々本人が証言している[132]。
- 『カグラバチ』
  - 作者の外薗健は子供の頃好きだった漫画に『NARUTO』を挙げており、物語に合わせオリジナルキャラを考えて描いたと公言している。また「画面の白黒のパキッとした感じとか、挑戦的な構図とか、『NARUTO』から影響を受けていると思います」と発言している[133]。

## あらすじ
体内に九尾の妖狐を封印された落ちこぼれ忍者・うずまきナルトが里一番の忍である火影を目指し、仲間たちと共に数々の試練を乗り越え成長していく物語。

### 第一部・少年編
忍五大国の一つである火の国の木ノ葉隠れの里に、強大な力を持った尾獣・九尾が襲来した。当時の里長である四代目火影は自らの命を犠牲にして、へその緒を切ったばかりの赤ん坊、うずまきナルトに九尾を封印した。時は流れ、再び長についた三代目火影・猿飛ヒルゼンにより、里は平安を取り戻していた。
時を経て少年へと成長したナルトは、忍者を目指しアカデミーに通っていた。両親も友人もいない孤独な日々を送っていたナルトだったが、とある事件で身を挺して守ってくれた教師のうみのイルカに認められ、卒業の証の額当てを送られて晴れて下忍になる。下忍になったナルトは同期のうちはサスケや春野サクラと共に、上忍のはたけカカシの第七班に配属され、以降、いくつもの任務を経て、ナルトは自らに封印された九尾の力を、サスケはうちは一族の血継限界である写輪眼の力を、それぞれ徐々に開花させていく。
下忍となっていくつかの任務をこなした第七班は、カカシの推薦により中忍試験に参加。各里から中忍候補の下忍達が木ノ葉の里に集い、ナルト達は試験を通して木ノ葉の他の班の同期生たち、そして砂隠れの里の天才である我愛羅らと出会い、またナルトは里内でも「伝説の三忍」と謳われる大忍者・自来也への弟子入りを果たす。しかしこの試験の裏で、自来也と同様「伝説の三忍」と謳われながら、己の野望のために里を抜けたテロリスト・大蛇丸、そして彼に操られた砂隠れ・音隠れの両里が暗躍、そして試験本戦にてついに蜂起を見せる。この戦いはナルトたち木ノ葉の忍の奮戦によって何とか制圧に成功したものの、ナルト達も慕っていた里長である三代目火影・猿飛ヒルゼンが、大蛇丸との戦いによって命を落としてしまう。
戦いの後、木ノ葉の里はナルト・自来也の活躍もあって、もう一人の「伝説の三忍」である綱手を新たな火影に任命し、立て直しを進めていく。この道中で、ナルトは高難易度忍術・「螺旋丸」の修得に成功する。その一方で、里では「暁」と呼ばれる謎の組織が、暗躍の兆しを見せるようになる。さらにこの暁の一員であり、かつて自身の一族を皆殺しにして里を抜けた兄・うちはイタチへの復讐を求めていたサスケは、力を求めて里を抜け、大蛇丸の元へと走る。その後、ナルトは自来也と共に、修行の旅に出る。

### カカシ外伝～戦場のボーイズライフ～
ジャンプコミックス27巻『カカシ外伝〜戦場のボーイズライフ〜』
ときは第三次忍界大戦、第一部から遡ること十数年前。はたけカカシの少年期の物語。写輪眼を手に入れた経緯が明らかにされる。
上忍に昇格したカカシは、うちは一族の中忍オビト、同じく中忍で医療忍者のリン、そして上官の波風ミナト（後の四代目火影）の4人で任務に向かっていた。カカシとオビトは水と油で、いつもぶつかり合う仲。ミナトは2人を諭し、しっかり者のリンは間を取り持っていた。
任務遂行のためミナトと別行動を取ったカカシ達は、敵の奇襲に遭い、リンを人質に取られる。任務を優先するカカシと、仲間の命を優先するオビトは、忍者として人としての在り方で対立する。オビトは単独でリンを助けに向かい、窮地に陥るが、駆けつけたカカシに救われる。この戦闘でオビトは写輪眼を覚醒させ、カカシは左目を失う。リンの救出に成功するが、オビトはカカシをかばい、落石の下敷きになってしまう。己の死を悟ったオビトは上忍の就任祝いと称し、カカシに写輪眼を、そしてリンを託した。

### 第二部・青年編
2年半の修行を終えたナルトは、里へと帰還を果たす。その一方、砂隠れの里では我愛羅が風影となっていたが、その我愛羅が暁のメンバーであるデイダラとサソリによって連れ去られてしまう。ナルトたちは砂隠れの里の救援として暁の2人を追い、激戦の末に2人を撃破、我愛羅の救出に成功する。サスケの抜けた第七班だったが、さらにこの戦いでカカシも疲労のため休養に入った事で、隊長代理として暗部出身のヤマト、また補充人員としてナルトたちと近い歳のサイが、それぞれ加えられた。
この戦いを端緒に、各国の人柱力の持つ「尾獣」の力の奪取という暁の目的が徐々に明らかとなり、犠牲を経ながらも木ノ葉の里は暁との戦いに身を投じていく。しかし暁のリーダー「ペイン」の存在を知るため、雨隠れの里に向かった自来也が命を落としてしまう。師匠の死を知ったナルトは悲嘆に暮れつつも、来るべき戦いに備え新たな力「仙術」の修行を開始する。
その一方で、里を抜けたサスケは師である大蛇丸を手に掛け、その部下たちを引き抜いて小隊を結成し独立する。そしてイタチとの再会を果たし、死闘の末に勝利、復讐という目的を達成する。しかしその直後、「トビ」の名で暁に所属していた、うちは一族の祖先「うちはマダラ」を称する男から、イタチの隠していた里抜けの真実を告げられ、イタチや一族を追い詰めてきた故郷・木ノ葉への復讐を新たに決意する。その第一歩として暁と手を結び、雲隠れの里の里長・雷影の弟であり、八尾の人柱力であったキラービーの誘拐を試みるが、キラービーは変わり身を用いて危機を脱し、ついでに里からも脱走してしまう。
そして九尾捕獲のため、ついにペインと小南が木ノ葉へ襲撃を開始する。容赦ない破壊を行い、次々と里の人や忍達を虐殺するが、修行から駆け付けたナルトは仙術を駆使してペインを打ち倒し、ペインを遠隔操作していた本体の長門に接触する。ともに自来也を師と仰ぐ兄弟子の長門に、ナルトは自来也の想いを説き、自ら奪った木ノ葉の住民たちの命を蘇生させるのと引き換えに長門は力尽きた。
その後木ノ葉は復興へと動くが、ペイン襲撃の際にチャクラを使い果たして昏睡状態に陥った綱手に代わり、相談役であったダンゾウが半ば強引に六代目火影への就任を宣言する。間もなく、暁への対応を協議すべく、五大国それぞれの里長による緊急会談が開かれる。しかしそこへマダラ・サスケらが会場に侵入し、五影と交戦する。その最中にマダラは世界中の人間を幻術の世界へといざなう「月の眼計画」の存在、および「第四次忍界大戦」の宣戦布告を伝え、サスケともども姿を消す。最終的に五影たちは、マダラらに対抗するための各里による忍連合軍を結成する事を決定する。
この会議で不正を目論んだダンゾウも騒動に紛れて逃亡するが、一族の敵討ちの標的としていたサスケの襲撃を受け殺害される。同時期に五代目であった綱手の意識が回復したため復任し、戦争の準備を開始する。戦力増強の一環として、ナルトは雲隠れの里のキラービーの元で修行に向かい、九尾の力のコントロールに成功する。一方のマダラは大蛇丸の元部下であったカブトと接触し、カブトの「口寄せ・穢土転生」で蘇生された忍達や、木遁の力で強化された10万体の白ゼツなどの軍隊を揃えていく。
宿命の闘いが迫るナルトとサスケ。月の眼計画の最終段階に動き出す暁、それを阻止しようとする忍五大国。全ての因縁に終止符を打つべく、ついに第四次忍界大戦が開戦。ナルト達の最後の戦いが始まる。

#### 第四次忍界大戦
単行本：55巻～71巻
暁と忍連合軍との決戦がついに開戦する。カブトが発動した「穢土転生」により歴代の強力な忍達が次々に復活を果たし、連合軍の各部隊はそれぞれの戦場で激戦を繰り広げていく。一方、戦争のことを何も知らされていなかったナルトは、キラービーと共に九尾チャクラをコントロールする修行を続けるが、外で起きている戦争に気付き島から脱走する。
戦争2日目を迎える中、各戦場では白ゼツ達が連合軍の忍達に次々に成り替わり、混乱が始まっていた。チャクラまでも完全にコピーしてしまうその能力に連合軍は苦戦し互いに疑心暗鬼に陥ってしまう。そんな中、ナルトはビーと共に綱手、そして雷影に認められ戦場へと参戦することになる。その道中に「穢土転生」で復活したイタチ、長門との戦闘に突入するが、イタチの親友であるうちはシスイが残した瞳術「別天神」の力でイタチはカブトによる呪縛から解かれる。イタチと協力しナルト達は長門の封印に成功、弟のサスケをナルトに託しイタチは「穢土転生」を阻止するために単身でカブトの元へと向かうのだった。

#### 五影VSマダラ
単行本：59巻〜60巻
ナルトの影分身が戦場へと散らばり、連合軍を混乱させている白ゼツ達の悪意を感知することで白ゼツ達を撃破、さらにカブトの術で蘇った忍五大国の影の名を持つ忍達も封印、忍連合軍は一気に優位に立つ。しかし、カブトは自身の切り札としてついに「本物の」うちはマダラを復活させる。復活したマダラは圧倒的な忍術、体術、瞳力を駆使し忍連合を蹂躙する。この最大の危機に連合軍は五影をマダラの元へと転送。五人の影達はナルトに仮面の男との戦いを託しマダラへと立ち向かうのだった。そして、ナルトもビーと共に復活した人柱力達を率いた仮面の男との交戦に突入する。人柱力達の力は非常に強力で、途中カカシとガイが加勢に駆けつけるが、人柱力の尾獣化により次第に追いつめられていく。だが、ナルトはその戦いの中で四尾の尾獣である孫悟空との対話を果たす。対話の中でナルトは九尾の本当の名前が九喇嘛という名であることを知り、同時に尾獣と本気で仲良くなりたいと強い思いを示す。そんなナルトの思いに感化されていった九尾はついにナルトと初めての共闘を果たす。更にナルトを認め、尾獣と人柱力は自分たちの名前を改めてナルトに明かし、人と尾獣の未来をナルトに託す。彼らの思いを受け取ったナルトは九尾チャクラを完全にコントロールし、人柱力達から尾獣を引き剥がすことに成功する。

#### うちは兄弟VSカブト
単行本：61巻
戦場が激しさを増す中、ついにイタチの眼を移植したサスケは「永遠の万華鏡写輪眼」を開眼。ナルトとの決着の為に自身を見張っていたオリジナルの白ゼツを殺害し外へと脱出する。だがその道中に復活したイタチと再会し、成り行きでイタチと共闘、蘇った忍達を操っているカブトとの戦いに突入する。大蛇丸、音の五人衆等様々な忍達の細胞を取り込み、仙術まで会得したカブトに二人は苦戦を強いられるが、うちはの禁術「イザナミ」を発動したイタチは、カブトを永遠に決着がつかない自分達との戦いの無限ループの世界に閉じ込め、解術用の印を幻術で聞き出す。これによりイタチ自身を含むすべての戦場の縛られていた死者達の魂は昇天するのだった。そしてイタチはサスケとの別れ際にうちは事件の真相や両親の最期を幻術のなかで見せると、サスケに兄としての精一杯の愛情を伝えてこの世を去った。

#### VSオビト
単行本：62巻～68巻
「穢土転生」が解除される中、うちはマダラは昇天する直前に術最大のリスクである「術者との口寄せ契約を解除する印」を結び、この世に留まり続けていた。死なない体、尽きないチャクラ、カブトにより特別な調整をされたことによる木遁などを含めた強力な術を駆使し五影を蹂躙、瀕死の状態に追い込む。そしてナルト達と仮面の男との戦いも佳境を迎えていた。ナルト、ビー、カカシ、ガイの四人は連携プレーで男の仮面を破壊することに成功。だが、その素顔を見たカカシは驚愕する。うちはマダラを偽り、暁の黒幕として暗躍していた仮面の男の正体はかつて、第三次忍界対戦で戦死したはずのカカシの親友であるうちはオビトだった。当時のオビトは死の間際に地下深くで暗躍していたマダラに救出されていた。厳しいリハビリを経て木ノ葉へ戻るはずだったが、オビトの想い人であるチームメイトのリンは霧隠れの里の陰謀に巻き込まれ、彼女が愛していたカカシの手で命を落とすという悲劇が起きてしまう。この光景を目撃したオビトはこの世界に絶望し、マダラが企てた「月の眼計画」に協力することになり、老衰により死を迎えたマダラが再び復活するまでの間、彼の代わりにうちはマダラとして暗躍し続けていた。変貌した親友の姿にカカシは戦意喪失しかけるも、オビトがかつて残した意志を受け継いでいるナルトを守るため、オビトと戦う決意を固める。
五影を戦闘不能にしたマダラはオビトの元へ移動し、残る二体の尾獣・八尾と九尾を回収するために不完全な状態で十尾を復活させることで決着をつけようとする。だが、それと同時に忍連合軍の各部隊が集結、ついに決戦が始まる。連合軍はそれぞれの隠れ里との強力な連携攻撃でマダラ達に挑むが十尾の力は凄まじく、忍連合軍本部が「尾獣玉」により消滅、更にナルトとヒナタを庇ったネジは二人の目の前で命を落とす。仲間の死とオビトの言葉に動揺を隠せないナルトだったがヒナタや九喇嘛の叱咤を受け再び連合の仲間と共に反撃に出る。一方サスケはイタチとの共闘を通じて、改めて忍世界、里、忍とは何なのかを知りたいと思うようになる。水月と重吾と再会したサスケはカブトに捕われていたみたらしアンコの呪印から大蛇丸を復活させ、過去の火影達から真実を聞き出す旨を伝える。そんなサスケの心境の変化に触れた大蛇丸は協力することを決め、木ノ葉の里へと一行を誘う。大蛇丸が研究していた方法で「屍鬼封尽」で封印されていた初代から四代目までの四人の火影達の魂を解放し「穢土転生」で復活させる。初代火影である千手柱間は、サスケに自分とマダラの出会いや木ノ葉創設までの出来事、そしてマダラが里を去り終末の谷での戦いを起こした一連の出来事を全て語る。話を聞き終えたサスケはイタチの生き様を守るために木ノ葉を守ることを決意し、火影達と木ノ葉に捕われていた香燐とも合流し戦場へ向かう。
戦場は激しさを増していき、カカシはオビトと決着を着けるために時空間へと飛ぶ。そんなナルト達の前に歴代火影、サスケが戦場に参戦。サスケはこれからは自分が火影になり自分のやり方で木ノ葉の里や忍世界を変えていくことを宣言する。突然のサスケの変わり様に戸惑うサクラや同期メンバーだったが、ナルトはそんなサスケを冷静に受け入れ第七班が約3年振りに復活を果たす。そして、時空間でのカカシとオビトの激闘はカカシが制するもオビトは「この戦いはお前の勝ちでいい。だが戦争の勝利は譲らない」として時空間から脱出。満身創痍のオビトを見限ったマダラは、好機として彼に自身を復活させるための「輪廻転生の術」を発動させようとするが、オビトはそれに逆らい自身が十尾の人柱力となる。そしてナルトやサスケと交戦するが、二人と忍連合軍に一尾から八尾までのチャクラを引き抜かれ、戦闘不能となる。

#### ガイVS六道マダラ
単行本：69巻後半～70巻前半
マダラが黒ゼツを使いオビトに「輪廻天生の術」を発動させ甦り尾獣達と交戦、右腕を捥がれるも白ゼツが発見したオビトが隠していた右眼の輪廻眼を白ゼツの右腕と共に回収、外道魔像を口寄せし輪廻眼本来の力である「輪墓・辺獄」を使い、尾獣を外道魔像に取り込みナルトを瀕死に追いやる。更に自身を殺しに来たサスケをも返り討ちにし瀕死の重傷を負わせ自らは十尾の人柱力となりカカシやガイらと交戦、八門遁甲を全部解放したガイに追い詰められるも退けるが、オビトから陰の九喇嘛を入れられ精神世界で大筒木ハゴロモに会い六道の陽のチャクラと六道仙術を受け取りガイの八門遁甲の最期を止めたナルトと、「イザナミ」の無限ループから抜け出したカブトに治療され、同じく精神世界で大筒木ハゴロモに会い六道の陰のチャクラと左眼に輪廻眼を受け取ったサスケと交戦する。

#### 第七班VS大筒木カグヤ
単行本：70巻後半～71巻
マダラは甦った二人を退けカカシの左眼の写輪眼を奪い、オビトから輪廻眼を奪い返し両眼を揃えて「無限月読」を発動させる。
しかしその直後に黒ゼツに胸を貫かれ大筒木カグヤ復活の触媒にされてしまう。サスケの「須佐能乎」で「無限月読」を免れた木ノ葉第七班は、黒ゼツから全てはカグヤ復活のために仕組まれたという真相を聞かされるも、オビトと協力してカグヤと黒ゼツを迎え撃つ。オビトはカグヤの攻撃からナルト達を守って犠牲となったが、最後はナルトとサスケの2人が苦戦の末にカグヤと黒ゼツを新たな月に封印することに成功する。

#### ナルトVSサスケ篇
単行本：72巻
マダラは力尽き、歴代火影たちもハゴロモの手により再び浄土へと戻り、全て終わったと思われた中、突如『忍界の革命』を宣言するサスケを止めるべく、ナルトはかつて戦った終末の谷で彼と再び拳を交える。互いの想いをぶつけあいながら戦った二人は和解し、「無限月読」が解かれたことで長きに渡る戦いに終止符が打たれた。
そして月日は流れ、戦争や災害を乗り越え大発展を遂げた木ノ葉隠れの里には、大戦後に生まれた子供たちがいた。そしてそのうちの一人・ボルトを叱りつけていたのは、父親に、そして七代目火影になったナルトだった。

## 登場人物
ここでは一部の人物を簡易的に紹介する。他の人物については上記の記事を参照。アニメオリジナルキャラクターおよび劇場アニメオリジナルキャラクターは各記事を参照。

### 第七班
うずまきナルト
本作の主人公。火影を目指しており、体に九尾の妖狐を宿す。落ちこぼれの忍だったが様々な経験と修行を積み、肉体的にも精神的にも大きく成長していく。
うちはサスケ
ナルトの親友でライバル。「写輪眼（しゃりんがん）」という特有の術を有するうちは一族の末裔。第二部以降は抜け忍となる。
春野サクラ（はるの サクラ）
サスケに恋心を抱いているくノ一。後に医療忍者となる。
はたけカカシ
第七班の教官。12歳で上忍となり天才の名をほしいままにしてきた。左目に「写輪眼」を有している。
サイ
第二部より登場。「素晴らしい」と評されるほどの絵心の持ち主であり、それを利用した術を得意する。
ヤマト
第二部より登場。カカシの暗部時代の後輩で「木遁」の使い手。

### 伝説の三忍
自来也（じらいや）
「伝説の三忍」の1人。ナルトに九尾のチャクラの使い方を教え、後に師となり本格的な修行をつける。
大蛇丸（オロチまる）
「伝説の三忍」の1人。禁術の開発が露見し里を追われ、抜け忍となる。サスケの力を求め、彼の師となる。
綱手（つなで）
「伝説の三忍」の1人。優れた医療忍術の使い手。後に五代目火影に就任し、サクラの医療忍術の師となる。

### 第七班の関係者
奈良シカマル（なら シカマル）
「めんどくせー。」が口癖のナルトと同期の忍。IQ200を持ち同期では一番早く中忍に昇格している。
日向ヒナタ（ひゅうが ヒナタ）
ナルトにあこがれと想いを寄せるくノ一。「白眼（びゃくがん）」という能力を持つ日向一族宗家の娘。
ロック・リー
礼儀正しい性格の少年。男子には『君』付けで、女子には『さん』付けで呼ぶ。ナルトには「ゲジマユ」と呼ばれている。
我愛羅（ガアラ）
砂隠れの里の忍。ナルトと同じく体に一尾を宿している。第二部では五代目風影に就任している。
うちはオビト
かつての木ノ葉でのカカシのチームメイト、第三次忍界大戦の死亡者として慰霊碑に名が刻まれている。

## 世界観

ナルト世界地図

この作品の舞台は近世の日本をベースに現代文化をミックスした架空の世界である。科学技術はある程度発達しているが、人々は昔ながらの営みと共同体を築き独特の世界観を構成している。
文明描写
衣服は近世に見られるような着物が中心で、和装からジャージ、タイツ、チャイナ服、洋服など様々。木ノ葉の里を始めとする各国の忍は特殊部隊風のベストを着用している。忍に関してはその多くが草履を履いているのも特徴である。食も基本的に和食。建物には東洋の趣があり、公共建築などにはコンクリートや金網も見受けられる。消防には水遁が用いられるなど、忍術が機械の役割を果たしているため機械文明はさほど発達しておらず、自動車や鉄道、飛行機といった乗り物は存在しない（蒸気船を除く）が、蒸気機関やビデオデッキ・電光掲示板などの電気機器は登場する。通貨の単位は「両」。
作中における忍者の概念
この作品は、忍術が修行や訓練によって習得可能な一種の超能力として描かれている。忍者という設定や忍術の位置づけがバトル漫画としての根幹を成しているが、作中における扱いは現実における戦国期の侍や傭兵に近い。「忍者」の神秘性を分かりやすくデフォルメした世界観が作品に魅力を与えている。また、忍者の服装に関しても、他の忍者作品の様な忍装束を着た忍者はほとんど登場していなかったり（黒装束やイカ頭巾等）、武器に関しても、他の忍者作品で使用されている吹き矢や銃火器類等は一切出てこない。本作の連載終了後、作者自身が『THE LAST -NARUTO THE MOVIE-』の上映を記念したインタビューにおいて「『NARUTO-ナルト-』は正規の忍者漫画とは違うんです。オレンジの服着て『オレがナルトだ！』と名乗り上げるんですから（笑）。歌舞伎的な感覚ですね。だから、ここでいう“忍（しのび）”というのは『暗殺をしたり、君主のために命を捧げる』というものではない。僕の中では『全てのものにおいて我慢し、耐え忍ぶ者』として描いてて、それ自体が少年漫画らしくないかもしれないですね」と説明している。

## 用語

### 能力・術

カカシ・オビトの万華鏡写輪眼

チャクラ
あまねく術の礎となるエネルギーで、万物を生成する精気そのものともされる。人体を構成する膨大な数の細胞一つ一つから取り出す「身体エネルギー」と、修行や経験によって蓄積した「精神エネルギー」の二つから構成され、双方のエネルギーを練り合わせ（いわゆる「チャクラを練る」という）、術者の意思である「印（いん）」を結ぶことにより「術」は発動される。術によってチャクラを練る調合比率も変化し、うまく術を発動するには適切な量のチャクラを練ることと、チャクラのコントロールが必要不可欠となる。チャクラを上手くコントロールすれば水面を歩いたり、垂直な壁を手を使わず足だけで上ることも可能であるが、完全に使い果たすと死に至るおそれがある。
終盤になるとチャクラの概念が霊魂や精神共鳴能力としての性格を帯びるようになる。神代において忍宗を広めた大筒木ハゴロモはチャクラを「個々を繋げる力」であるとしており、うちはオビトは「2つの世界をつなげる力」と表現している。
経絡系（けいらくけい）
全身に張り巡らされたチャクラの通り道で、「点穴（てんけつ）」と呼ばれる無数の経穴が存在し、術の増強ないし削弱の度合いを司っている。通常、経絡系は視認できないが、三大瞳術の一つ『白眼（びゃくがん）』には透視能力が備わっており、瞳力が強ければ点穴を含めた経絡系統の全てを見通すことができる。経絡系上にはチャクラ穴が特に密集する「八門」と呼ばれる八つの箇所があり、ここは肉体にかかる反動のために無意識化でリミッターがかかっているのだが、これを意図的にチャクラを用いて強引にリミッターを解除する術「八門遁甲」によって開放する事によって潜在能力を引き出し、身体能力を高めることが可能となる。八門を全部解放できれば瞬間的に五影をも超える力をもたらすが、その後開放者は必ず死ぬと云われている。
業（わざ）
修業法のこと。足の裏から放出するチャクラを精緻にコントロールすることで水面歩行を可能にする水面歩行の業、肉体鍛錬のため片腕のみで急峻な崖を登る崖登りの業など、目的に応じた多様な修業法がある。
術（じゅつ）
忍者が用いる事ができる、忍術・幻術・体術の3つを中心とする特殊能力で、その用途は戦闘・分析・感知・回復・封印など多岐に渡る。忍術と幻術の場合は、主に両の手で印を結ぶ事が発動条件となる。術は必要な量のチャクラを練れば発動することができるが、チャクラのコントロールを成功させなければ効果を十分に発揮することはできない。
「必要なチャクラを練り込む能力」と「練り込んだチャクラを無駄なく使って術を発動する能力」は別々の技術であり、作中でエビス丸がナルトにチャクラコントロールについて教える際には「サクラは10のチャクラが必要な術を使うのに10のチャクラを練り、10使って術が発動できる。サスケは同じ術で12のチャクラを練ってしまうが、10使って術を不足なく発動できる。ナルトは20もチャクラを練ってしまった上にその内2しか使えずに術が不完全になる」と例えられた。
術の会得難易度はS～Eまでのおよそ6段階に分かれており、Sランクであれば禁術級、Eランクであれば攻撃を受けた瞬間に別の物体（木片や丸太など）と身を入れ替える「変わり身の術（かわりみのじゅつ）」、他人や生物、物体などに身体の形状を変化させて化ける「変化の術（へんげのじゅつ）」など、アカデミーで教わる汎用性の高い基礎的な術が主となる。
忍術（にんじゅつ）
忍の基本となる術。汎用的な基本の術から禁術級の術まで幅広いものが存在する。
性質変化（せいしつへんか）
自身のチャクラを「火遁」「風遁」「雷遁」「土遁」「水遁」、稀に「陰遁」「陽遁」といった性質に変化させる。自分がどの性質に属するかは先天的なものであり、自分が持つ性質に合致した術を使うのが良いとされる。
「陰遁」「陽遁」を除けば修行次第では異なる性質の術もある程度扱う事ができるようになり、上忍クラスになると通常2つ3つは性質変化を習得しているのが普通とされる。カカシは自身の属する性質である雷遁以外にも、写輪眼で他者の術をコピーすることで1000種類以上の術を使用することができる。サスケも少年時代から火遁と雷遁を習得し、中盤以降になると雷遁である千鳥を多用するようになっている。卓越した忍であった三代目火影・猿飛ヒルゼンは5つの性質変化全てを習得し、輪廻眼を持つ六道仙人や長門などは初めから5つの性質全てを自身の得意性質として使用することができた。
これらの「二つ以上の性質変化を会得する」事はあくまで「使い分けられる」だけであり、二種類以上の性質変化を同時に起こす事はできない。これは写輪眼の持ち主であっても例外ではない。しかしながら後述する「血継限界」によって2つの性質変化を一度に合わせ、新たな性質を作り出す能力を持つ者も存在する（例：水遁と土遁の性質を持つチャクラを組み合わせた木遁）。
五大性質変化（ごだいせいしつへんか）
個々の忍のチャクラには「性質」と呼ばれる特徴があり、基本的に火・風・雷・土・水の五種類から成り、忍五大国の名の由来でもある。この性質をチャクラに持たせて使用する術が多く存在し、「火遁」「風遁」「雷遁」「土遁」「水遁」と呼び、これらが「五大性質変化」と呼ばれる。五大性質変化にはそれぞれ優劣関係があり、この関係は「火遁＞風遁＞雷遁＞土遁＞水遁＞火遁」の順となっている。
優性の性質の術と劣性の性質の術をぶつけた場合は、劣性の側の術が本来の効果を発揮できない場合があるが、その一方で術の相性だけで決まる訳ではなく、術に使われるチャクラの量次第では劣性の側の術が優性の側の術を破ることもある。同じ性質の術同士をぶつけた場合は相殺される（例：角都とカカシの雷遁）が、チャクラの量が違っていれば倍になって自身に返ってくる（例：イタチとサスケの火遁）。なお作中には血継限界による性質変化も存在するが、それらの優劣関係は不明。
「陰」と「陽」の性質変化
上記の五大性質変化の他に、「陰」と「陽」の性質変化を持つ者が存在し、それら総称して「陰陽遁」と呼ばれる。「無から形を作る」陰遁は創造を司り、精神エネルギーを元に作られている。「形に命を吹き込む」陽遁は生命を司り、身体エネルギーを元に作られている。六道仙人はこの陰陽遁で十尾のチャクラから尾獣を作った。また、「万物の創造」と相反する「万物の破壊」を行うことができ、これの使い手に対してはあらゆる忍術の効果が無効にされる。『陣の書』では、陰陽の性質変化は忍の術の根底にあると説明されており、とりわけ秘伝忍術はこの陰陽遁の原理を利用している傾向にある。
形態変化（けいたいへんか）
形態変化とはチャクラの形を操ることで、性質変化とは違い修行次第で誰でも身につけることが可能である。刃物にチャクラを纏わせて強化する手法は、形態変化を利用した術であると言える。
分身術（ぶんしんじゅつ）
水や土などの物質などで、術者に似せた分身を作り出す術。
封印術（ふういんじゅつ）
人間や物体、チャクラなどの対象を物理的に、もしくは術式を用いて封印する術。
呪印術（じゅいんじゅつ）
「呪印（じゅいん）」と呼ばれる呪縛力をもった印を対象者に施し、その能力や行動などを思いのままに支配する封印術の一種。作中では大蛇丸が対象者の力を強制的に引き出す効果がある呪印を開発し、サスケやアンコ、音の五人衆らに施し力を与えた。また日向一族では宗家の者が分家の者の額に「籠の鳥」と呼ばれる、宗家の者のみが知る印を結ぶ事で対象者の脳をも破壊するほどの激痛を与える呪印を刻む習わしだった。
結界忍術（けっかいにんじゅつ）
対象となる敵や物体を隔離し閉じ込める、或いはその逆に封鎖・隔離された空間への侵入を阻む封印術の一種。このような忍術には罠が仕掛けられていることがあり、別名で「トラップ忍術」と呼ばれることもある。
医療忍術（いりょうにんじゅつ）
対象者を治療するための忍術。いずれも繊細なチャクラコントロールが必要とされるが、これを極めればそのチャクラコントロール技術を応用する事で、攻撃にも威力を発揮する術を用いる事もできる。
転生忍術（てんせいにんじゅつ）
自身の魂を転生させる、或いは死者の魂を蘇生させるといった類の術。後者の場合、術の行使後に術者は引き換えに自身の命を落とす。
秘伝忍術（ひでんにんじゅつ）
個々の一族のみに代々伝わる特殊な術。作中では奈良一族の「影真似の術」、山中一族の「心転身の術」、油女一族の「寄壊蟲の術」などがある。
時空間忍術（じくうかんにんじゅつ）
時空間を跨いで物体や人間を転送する忍術。
幻術（げんじゅつ）
対象に幻覚を見せる・催眠効果を及ぼすなど、対象の精神に作用する術。使い手と対象者の力量次第では、対象者がチャクラを全力で一ヶ所に集中させることで自力で幻術を解く、また2人以上であれば対象者の体内にチャクラを流す事で解術する事もできる。うちは一族の写輪眼は目などを合わせる事で幻術を掛ける事ができるなど、この幻術においても非常に秀でた能力を持つ。
体術（たいじゅつ）
自身の肉体により直接相手を攻撃する術。忍が用いる「術」としては最も基礎的な技法で、一部例外を除きチャクラを練り上げる事も印を結ぶ必要もなく、発動条件が複雑な忍術や幻術に比べると、術の構造は至って明快である。忍術や幻術が一切使えなかったリーやガイなどは、この体術を徹底的に鍛え上げる事で同世代の者達にも比肩する実力を身に付けた。体術にはリーやガイらのような殴る蹴るといった攻撃手段で、相手に外傷や裂傷を与え外面的損傷を及ぼすことを主体とする「剛拳」と、ネジら日向一族に伝わる体に張り巡らされた経絡系と深く絡み付く器官系統に対して、掌底や突きといった攻撃手段によって、手に施したチャクラを流し込んで体内組織を破壊し、内面的損傷を与える「柔拳」の大きく分けて2通りがある。
仙術（せんじゅつ）
「身体エネルギー」および「精神エネルギー」に加えそれらとは別に、外的要因である「自然エネルギー」を練り合わせた「仙術チャクラ」と呼ばれるチャクラで生み出される能力。この仙術チャクラを練り上げている間には瞳孔が源流の動物と同じものに変わり、隈取が出現する。上手く利用できれば忍術・幻術・体術が大幅に強化される他、チャクラ感知が広範囲かつ迅速になる等の特徴がある。ただし自然エネルギーは取り込む量が少なすぎると仙術が使用できず、逆に多すぎると姿が元となった動物に変わり、悪い場合は石像と化してしまうため、三者のバランスの緻密なコントロールが要求される高難易度の術である。自然エネルギーは人間のエネルギーに比べて膨大であるため、仙術になるほどの自然エネルギーを取り込んでもバランスが取れるだけのチャクラを持つ忍でないとそもそも習得できない。
自然エネルギーは動きながらでは集められないという、戦闘に使用するためには非常に厳しい制約がある。そのため戦闘中の仙術チャクラの錬成法としては、戦線離脱して直接練る、または源流動物の仙人（もしくは分身）に役割分担する。極めて高度に熟練した使い手であれば、所要時間を限りなく短縮する事で戦闘中でも仙術チャクラを練る事ができるが、作中でそれができたのは千手柱間と、九喇嘛モード中のナルトだけである。
六道仙術（りくどうせんじゅつ）
太古の六道仙人の力を手にした者が行使する事ができる力で、五行陰陽全ての性質変化を含有した術であり後述の「血継網羅」に分類される。開花させた術者は複数個の黒い球状のチャクラの塊を、自身の背中に円を描くように纏うようになる。術者は形態変化を利用してその形状を流動的に変化させることができ、攻撃時は細い棒状にしたりや球体として飛ばす、防御時は錫杖・盾・殻・長い布状といった形に変化させる事が可能。さらには陰陽遁を併用すれば、あらゆる忍術をも無効化する事ができる。
血継限界（けっけいげんかい）
特定の血筋に遺伝によってのみ伝えられる、特殊な能力または体質。基本的には血族内で受け継がれるものであるが、覚醒するかどうかは個々の素質による。また、外科移植で身体の部位または細胞を移植するなどの手段で能力を持たない者が能力を得る場合もあるが、拒絶反応などの負担も抱えることになる。作中では「写輪眼」「白眼」「輪廻眼」などの瞳術と、「木遁」「氷遁」のような2つ以上の性質を一度に組み合わせて創り出された希少な性質変化が、主に「血継限界」として呼称されている。
性質変化の血継限界においては、その上位として3つの性質変化を一度に組み合わせる「血継淘汰（けっけいとうた）」、さらにはその上位の風・火・土・雷・水の五大属性に加え、陰・陽の性質も加えた7つ全ての性質を組み合わせた「血継網羅（けっけいもうら）」が存在する。

写輪眼

写輪眼（しゃりんがん）
うちは一族の血継限界。使用時にはその瞳には勾玉のような模様が浮かび上がる。開眼の条件はうちは一族の者が「大きな愛の喪失や自分自身の失意にもがき苦しんだ時」であるとされる。その結果として脳内に特殊なチャクラが吹き出し、視神経に反応して眼に変化が現れ写輪眼になる。
開眼した初期の能力は飛躍的に向上した動体視力のみであるが、術者が成長するにつれて相手の体内のチャクラの識別、血継限界を除く他人の「忍術・体術・幻術」の仕組みを看破し自らが模倣・行使する事ができる能力を持つ「観察眼」、目を合わせるだけで対象に幻術・催眠術を掛ける事ができる「催眠眼」など、多くの能力を有するようになる。
万華鏡写輪眼（まんげきょうしゃりんがん）

イタチの万華鏡写輪眼

写輪眼の上位種。うちは一族の長い歴史の中でも開眼し得た者は数人しか存在しない、伝説の瞳であるとされる。全ての面で写輪眼を凌駕する瞳力を誇り、さらには開眼した人物次第で固有の強力な瞳術が宿る。この瞳術は使えば使うほどに失明へと向かっていくリスクを伴うのに加え、一回の発動に膨大なチャクラを必要とし、また術によっては肉体に強い負担が掛かる場合もあるが、それに比してその術の威力は遥かに強大。
開眼条件はイタチの口から「最も親しい友を殺すこと」であると語られているが、オビト曰く「最も親しい者の死（を経験すること）」と若干の差異がある。これは、両者が自分の開眼した状況から述べているだけであり、シスイの語った開眼条件は「写輪眼の開眼者が家族や友人など近しい者の死を体験し、それに対する深い悔恨や悲しみを抱くこと」である。
「永遠の」万華鏡写輪眼（「えいえんの」まんげきょうしゃりんがん）

サスケの「永遠の」万華鏡写輪眼

一族の他の万華鏡写輪眼の開眼者の目を自分の目に取り込むことで、視力が低下せず瞳術の使用によるリスクを一切受けない万華鏡写輪眼。文様にも変化が起こり、両者の万華鏡が重なりあった形状となる。マダラは失明したが、イズナの両眼を移植することで回復した。サスケも酷使により失明寸前まで陥ったが、イタチの両眼を移植することで回復している。移植に成功した場合、眼球の提供者が開眼していた瞳術は引き継がれず、眼の文様のみ引き継がれる。そのため、移植した者が使えるのは引き続き自らが開眼した術のみである。
白眼（びゃくがん）
日向一族の血継限界。発動時にはこめかみに血管が浮き出る。自身の周囲360度ほぼ全ての方向を、数キロメートル先に渡って透視し見通す事ができる視界を持つ。視界内の人間の点穴を含めた経絡系の全てを見通すことも可能で、戦闘においてはこの能力を活かした「柔拳（じゅうけん）」と呼ばれる、相手の点穴にチャクラを流し込んで内側から攻撃する体術を使って戦う。個人レベルのチャクラの性質も見分けることが可能で、チャクラの乱れから幻術による洗脳を見破る事ができるため、洞察力なら写輪眼をも上回るとされる。
酷使し過ぎると大きく消耗し、1メートル以内の物体もまともに判別できないほど視力が低下するが、一時的なものであり休息してチャクラを練れば回復する。写輪眼と異なり移植によるリスクなどは特に存在しない。そのため白眼の流出を防ぐために分家の者は「籠の鳥の呪印」を額に刻まれ、死亡した際に白眼を封印される。霧隠れの里の忍である青は、かつての日向一族との戦利品として所持している。
その源流は地球外の存在である大筒木一族にあり、日向一族は大筒木ハムラの末裔にあたること、特定条件を満たすことによって次の段階である「転生眼」に至ることが劇場版『THE LAST』にて明かされた。
転生眼（てんせいがん）
『THE LAST -NARUTO THE MOVIE-』に登場。白眼が最終的に辿り着く第四の瞳術。日向宗家の白眼を持つ者が、劇中では無限の愛を持った時に（正確な開眼条件は不明、移植はできる模様）開眼する。劇中ではハナビの白眼を奪ったトネリが開眼したが開眼条件は映画では不明。煌めきがかかった水色の瞳に万華鏡写輪眼を思わせる模様ができ、中央に瞳孔を思わせる黒い点が特徴で六道仙術に似た力を発揮できる。忍界の忍でこの目の存在を知るものは絶無に等しく、輪廻眼以上に謎が多い。
また、無数の白眼の集合体であるエネルギー体のものも存在する。双方に共通する特徴は大筒木ハムラの直系の子孫、もしくはハムラのチャクラを所持していなければダメージを与えられない、それどころか触れた瞬間にチャクラをすべて吸収されてしまうという特徴がある。作中うずまきナルトはある人物からハムラのチャクラを分けてもらっており、エネルギー体の転生眼の破壊、転生眼を開眼した大筒木トネリとの戦いに勝利している。エネルギー体の転生眼はかつて月に移り住んだのちにハムラが開眼した転生眼を核としており、その瞳力は瞳術の転生眼や輪廻眼すら超えていると思われる描写もある。
輪廻眼（りんねがん）
三大瞳術の中では最も崇高にして最強の瞳術とされ、写輪眼が最終的に辿り着く究極系である。波紋模様と複数の勾玉が浮かぶ波紋模様の2種類がある。輪廻眼を開眼したのは実質的にカグヤ、ハゴロモ、マダラ、サスケのみで、長門とオビトの輪廻眼はマダラのそれを移植されたものである。輪廻眼を持つものは「六道」と呼ばれ、オビト曰く「うちはと千手、両方の力を持つ者」という意味であるとのこと。輪廻眼を持つ者は創造神とも破壊神とも言われ、忍の始祖である六道仙人が最初に開眼し、伝説上の眼と言われていた。その瞳力は、万華鏡写輪眼ですら解読不可能なうちはの碑文を解読してしまうほど。開眼条件については謎が多く、劇中でも「世が乱れる時に現れる」という伝承や、カカシの述べた「突然変異の一つ」という説が語られていた。
終盤で判明した開眼の条件は、「永遠の万華鏡写輪眼を開眼したインドラの転生者が、アシュラの転生者のチャクラを何らかの形で取り込む」というもの。長門は幼少期にマダラの眼を移植されており、両親の死を引き金に輪廻眼として開眼。彼の死後はオビトが左目を自らに移植した。マダラは、弟のイズナから万華鏡写輪眼を移植した事で永遠の万華鏡写輪眼を得て、初代火影・柱間と激闘を繰り広げた後、入手した柱間の細胞を利用する事で、死亡する直前に「永遠の万華鏡写輪眼」から輪廻眼（波紋模様のみ）へと開眼させている。サスケはマダラの攻撃で瀕死に陥った際、カブトによって治療のため柱間細胞を移植されたことで条件が揃ったが、さらにハゴロモから六道の陰の力を授かったことで左目のみ（複数の勾玉が浮かぶ波紋模様）開眼した。
輪廻眼の状態になると全ての性質変化を操ることが可能であるほか、地獄道・餓鬼道・畜生道・修羅道・人間道・天道・外道の7つの能力を使いこなすことができる。また輪廻眼を開眼すると固有の瞳術を得られるが、使用できるのは開眼者のみであり、移植された者ではそれを扱えない。加えて尾獣の膨大なチャクラをコントロールする事も可能であり、尾獣チャクラ封印用の像を呼び出し、人柱力の体内から尾獣のチャクラを引き剥がしその中に封印、さらには六道仙人の血脈という適性と凄まじい精神力を持つ者であれば、それにより復活した十尾を取り込む事で十尾の人柱力と化し、六道仙術を行使する等太古の六道仙人と同等の力を手にする事すらもできる。
血龍眼（けつりゅうがん）
小説『サスケ真伝』に登場。かつて雲隠れに住んでいた血之池一族に伝わる血継限界。血液や血中の鉄分をコントロールする能力。発動すると眼球そのものが真っ赤に染まり血涙を流す。万華鏡写輪眼に匹敵する幻術を操る他、鉱泉を介しての情報収集が可能。また、術者のチャクラを流し込んだ対象の生物を生体爆弾に変える術が存在する。
血継限界での性質変化
木遁（もくとん）
初代火影・千手柱間の使用する血継限界。他の性質変化による組み合わせと異なり、木遁は「樹木」すなわち「生命」を生み出す、つまりは形あるものに命を吹き込む「陽遁」の亜種に位置づけられる。水遁と土遁の性質を持つチャクラを組み合わせて使用する千手一族の血継限界とされていた術だが、実際にはそれに加えて「大筒木アシュラのチャクラ」が必要であり、つまりはアシュラの転生者である柱間以外に先天的な使用者は存在しない、柱間固有の術である。ヤマトは大蛇丸の実験により柱間の細胞を埋め込まれた実験体として育ったため、この術を使う事ができる。ダンゾウも大蛇丸との接触により、柱間の細胞を自身に埋め込んでおり使用を可能にしている。この力が結果的に第四次忍界大戦を死闘に発展させた経緯から、七代目火影となったナルトの時代には研究そのものが禁止された。
氷遁（ひょうとん）
水遁と風遁を同時に発動し組み合わせた、氷を操る忍術。
劇場版第一弾では原作を先駆けて登場するが、カカシにコピーされた術があった。
炎遁（えんとん）
消えない黒炎を発生させ操る、万華鏡写輪眼による血継限界。
熔遁（ようとん）
溶岩、ゴム、石灰を操る術。
溶遁（ようとん）
強い酸性を有する粘質の液体を操る忍術。
沸遁（ふっとん）
蒸気や酸を操る忍術。
嵐遁（らんとん）
レーザーを操る忍術。アニメ版では水遁と雷遁を同時に発動し組み合わせた術であると明言した。
劇場版第六弾では原作を先駆けて雷雲を操る忍術として登場するが、ダルイと同血族がターゲットとなったかは不明。
爆遁（ばくとん）
爆発を発生させる忍術。「暁」のデイダラが使っていた術も岩隠れの禁術ではあるが、厳密には別の術である。
灼遁（しゃくとん）
高熱を操る忍術。
磁遁（じとん）
磁力を操る忍術。使い手は主に手持ちの金属製の武器（砂鉄、砂金、手裏剣など）に磁力を纏わせ、自在に操る。
晶遁（しょうとん）
水晶を使用した、アニメオリジナルの術。
泥遁（でいとん）
小説『暁秘伝』に登場。泥を操る、本来の水遁と土遁を組み合わせた術。
颱遁（たいとん）
『サスケ真伝』に登場。暴風を操る忍術。

### 忍者の分類

地位・役職
忍者のランク。ランクによって任される任務が変わる。
- Dランク任務は護衛、雑用、依頼物探しなど危険を伴わないものとなり、このランクの任務に相応しい忍は下忍、報酬は5千～5万両と規定されている。
- Cランク任務は護衛・素行調査・猛獣の捕獲など忍同士の戦闘を除いた任務遂行者の負傷が予想される任務となり、このランクの任務に相応しい忍は下忍及び中忍、報酬は3～10万両と規定されている。
- Bランク任務は護衛・諜報・忍者殺害など忍者同士の戦闘が予想される任務となり、このランクの任務に相応しい忍は中忍、報酬は8～20万両と規定されている。
- Aランク任務は要人護衛・忍者部隊討伐など里や国家レベルの動向に関する任務となり、このランクの任務に相応しい忍は上忍、報酬は15～100万両と規定されている。
- Sランク任務は要人暗殺・機密文書の運搬など国家レベルの機密事項に関する任務となり、このランクの任務に相応しい忍は上忍、報酬は100万両以上と規定されている。
- 他にもランクに関係なく他国からの要請による戦争参加が任務として課される場合がある。

影（かげ）
五大国（火の国、水の国、雷の国、風の国、土の国）の里長の称号。それぞれの里長は、国名から一文字をとり火影・水影・雷影・風影・土影と呼ばれており、5名をまとめて五影と呼ばれることもある。影は、全世界何万の忍者の頂点に君臨する存在である。上忍会議に推挙され大名に承認されたものが「影」を名乗ることが出来る。作中ではいずれの里の初代・二代目の影も既に故人であり、どの里でも三代目以降の影が長を務めている。影は基本的に前任の影の血縁者もしくは弟子筋にあたる人物が就任することが多い。
上忍（じょうにん）
里の中核的存在。この立場になると里の方針を定める上忍会議に出席することが出来る。上忍になる方法はその国の長、上忍達等による推薦または要請などだが、アニメ『BORUTO』では中忍から選抜試験を行って選出されることになっている。
特別上忍（とくべつじょうにん）
上忍と中忍の間にあり、専門的な任務に従事する。着任方法は不明。
中忍（ちゅうにん）
部隊長クラス。中忍選抜試験を受けて最終試験まで進み、資質を示せば結果とは無関係に昇格となる（その性質上、勝っても昇格を認められない場合もある）。作中では第一部と疾風伝オリジナルストーリー「ナルトの背中 〜仲間の軌跡〜」でそれぞれ1回ずつ行われており、前者は木の葉の主催となっており、後者は木の葉と砂の合同開催となっていた。
中忍選抜試験
下忍から中忍に昇格するための試験。形式上任務を8つ以上行っていれば担当上忍の推薦で参加資格が得られるが、通常その倍以上の任務をこなすことが相応となっている。3人1組で申し込まなければ受験できない。一次試験の筆記試験は本質的に受験生達の心構えを試すためのものとなっており、前者に至っては全問白紙でも通過可能であり、後者の筆記試験は一部だけ白紙でも問題がない。二次試験は両者とも120時間の制限時間が定められたサバイバルとなっており、一次とは打って変わって他の受験者の殺傷を容認、試験中は自給自足という過酷なものとなっている。最終試験のトーナメントは受験者同士の1対1の戦いであり、対戦相手の殺傷が容認される一方でギブアップも可能である。尚、最終試験は隠れ里を持つ国の大名や忍頭も観戦に訪れる。作中では前者の試験は最終試験の本戦が砂隠れを巻き込んだ大蛇丸の木ノ葉崩しによって中断され、後者の試験は二次試験中に発生した我愛羅暗殺未遂事件の影響で三次試験が中止され、二次試験通過者たちの詳細を記したレポートが各里に提出され、試験の合否は各里長に委ねられている。
下忍（げにん）
忍の最低ランクにして里の主戦力。木ノ葉隠れの里ではアカデミー卒業により下忍になるが、担当上忍の課すオリエンテーションで不合格となった場合、アカデミーに戻されてしまう。
アカデミー
忍者を養成する学校。各里に存在するが、カリキュラムや卒業試験の内容は里ごとに異なる。
木ノ葉隠れ
木ノ葉のアカデミーは二代目火影によって創設された。但し疾風伝では初代火影の時代に既にアカデミーの前身となる忍者学校が存在した。
砂隠れ
第二部（正確には第一部のアニメオリジナルストーリー）より木ノ葉隠れのアカデミーの演習カリキュラムを真似たカリキュラムが採用されている。第一部のアニメオリジナルストーリーでは我愛羅、テマリ、カンクロウの3名が教官を務めていた。第二部の時点では木ノ葉のカリキュラム採用後は忍のレベルが上がるなど成果も出始めている事が由良から語られている。
霧隠れ
本編開始の10年前までは四代目水影・やぐらによる恐怖政治の影響で卒業試験は生徒同士が殺し合いを行うという過酷な内容だったが、桃地再不斬が同期生を皆殺しにした事件を契機に大規模な改革が行われた。
医療忍者（いりょうにんじゃ）
術により医療を行う忍者。膨大な専門知識と繊細なチャクラコントロールが必要となる。育成にも時間がかかる為、非常に数が少なく、大戦中は医療忍者不足が大きな問題となっていた。作中に登場する主な医療忍者は、木ノ葉隠れの五代目火影・綱手、シズネ、春野サクラ、山中いの、大蛇丸の部下のカブト、砂隠れのチヨバアなど。
暗部（あんぶ）
正式名称「暗殺戦術特殊部隊」。特殊な任務をこなす影の部隊。各里長直轄の組織で上・中・下忍の中の選りすぐりの忍で構成されており、メンバーは仮面で顔を隠している。木ノ葉隠れの里では女性の暗部のみで構成された女暗部部隊もある他、養成部門の「根」が存在した。また、暗部の功績などは一切公表されていない。
抜け忍（ぬけにん）
里を抜け自らの目的のために生きる忍者。抜け忍は一般に里の忍として見なされないので割り振られる仕事がなく、自ら暗殺・ボディガードなどの仕事を受け生活する。なおその時の報酬金は、里に所属しているものよりも値が安い場合が多い。中には盗賊に身を落とす者やテロリストとして諸国から指名手配される者もいる。
忍はその里の機密情報を知っていたり、他里にはない特殊な術や血継限界を持っている者も少なくないため、特に犯罪行為に手を染めていなくても、抜け忍になった時点で里に不利益をもたらす可能性があるとして抹殺するのがセオリーとされている。
追い忍（おいにん）
抜け忍を追跡し、抹殺することを専門とする忍者。主に暗部が行う事が多い。
体質に依存する血継限界や、薬物などを使った特殊な鍛錬法を行っていた忍の場合、死体だけでも他里への情報漏洩に繋がるため、抹殺した上で死体を完全に処分する事も少なくない。
料理忍者（りょうりにんじゃ）
アニメオリジナルの、戦場で戦う忍者たちに食料を供給する忍者達。しかし忍たちの体重が増え任務に支障が出てきたため、今や存亡の危機にある。
人柱力（じんちゅうりき）
世界に九体存在した尾獣という圧倒的なチャクラを持つ魔獣を体内に封印された者。人柱力は体内の尾獣と共鳴し、人知を超えた圧倒的な力を発揮するが、その力を恐れられ集団から追いやられる傾向が強い。また、特殊な封印術などにより体内から尾獣を抜かれると死に至る。うずまきナルトや我愛羅はこれにあたる。多くの場合人柱力は裏切りなどを防ぐ為に五影の血縁者から選ばれることが多い。

### 国・里

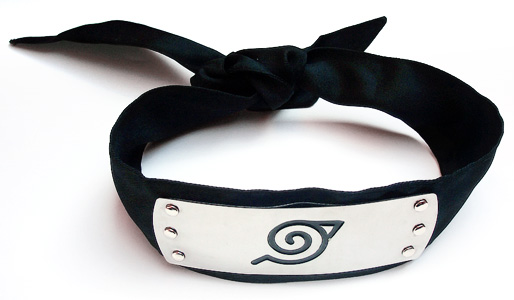
木ノ葉隠れの里

忍者は各国にある隠れ里に属している。隠れ里は依頼を受け、忍者を派遣する。依頼内容には難易度別にランクがあり、内容によって派遣される忍者のレベルが変わる。忍者は通常数名でチームを組み、派遣される。
『NARUTO』では主に忍者の戦いが描かれ、それ以外の者（侍、盗賊など）との戦いはあまり描かれていない。国というものは存在しているが、隠れ里を除いて国が持つ軍隊などの戦力はほとんど描かれていない。
隠れ里は1つの国に1つあり、それぞれがその国を勢力圏としている。そのため、国の力というのは隠れ里の力に大きく依存している。特に火の国・水の国・雷の国・風の国・土の国の5つの国は大きな力を持ち五大国と呼ばれる。
かつては大戦に見舞われたが、第一部の開始時では表面的に友好関係を保っている。戦争時には国は里に頼るしかないが、平和な時代が訪れたため里の力は小さな里から順に弱まり始めている。隠れ里には、忍者だけではなく多くの一般人も暮らしている。
火の国（木ノ葉隠れの里）
「隠れ里」というシステムを最初に作り、他国はこれを真似る形で隠れ里を設立していった。その経緯から五大国では最強の里で、大陸のほぼ中心に位置している。里の命名者はうちはマダラ。地形的には森林が多い。里の周囲には結界が張られており、許可なく侵入すればすぐに感知される。これはペイン六道による襲撃後に強化されている。渦潮隠れの里から封印術を教わり、尾獣の中でも最強と言われる九尾を代々保有してきた。そのため、人柱力はうずまき一族の者が務める傾向がある。第四次忍界大戦以降は他国との文化交流や軍民転換が進んだことで世界中が急激な技術革新を遂げており、木ノ葉もその例に漏れず高層ビルが立ち並ぶなど様変わりしている。
火影
木ノ葉の隠れ里の長の呼称であり、命名者は初代火影・千手柱間。木ノ葉の里の崖には、火影岩と呼ばれる歴代火影の彫刻が彫られている。第一部の開始時の火影は、四代目である波風ミナトの死に伴って復位していた三代目のヒルゼンだったが、第一部の「木ノ葉崩し」で大蛇丸に殺害されたため、その後を継いで綱手が五代目に就任した。第二部でのペイン襲撃により綱手が昏睡状態となった際には、根のリーダーであるダンゾウが大名から六代目に指名され、正式な就任は上忍達による信任投票を待つだけの状態だったが、その前にダンゾウはサスケに殺害された。この時にカカシは六代目の指名を受けるが、土壇場で綱手の回復の報が入ったためカカシの就任は立ち消えとなった。しかし、第四次忍界大戦の終戦後はカカシが六代目に就任し、最終話ではナルトが七代目に就任している。
伝説の三忍
木ノ葉隠れの里出身の忍である自来也・大蛇丸・綱手のこと。その力は五影に匹敵するともいわれ、他国にもその名を知られている。
守護忍十二士
かつて火の国の大名を護る為に、国内の各地から集められた12人の忍によって構成された大名直轄の精鋭集団。現在では解体されているが、当時はエリート忍者の登竜門と謳われ、その勇名は今も国内外に轟いている。メンバーは全員、火の紋が入った腰布を付けていた。判明しているメンバーはアスマ・地陸・キタネ・ナウマ・トウウ・セイト・カズマの7名のみ。アニメ版『疾風伝』でのオリジナルエピソードでは、かつてカズマを首謀者とする過激思想を抱いた6人のメンバーが、木ノ葉隠れの里を解体してその軍事力を大名中心の機関とし、他国への戦を仕掛けるためにクーデターを起こすも、それを止めようとした残りの6人のメンバー（アスマ・地陸・キタネ・ナウマ・トウウ・セイトの6人）がそれを止め、死闘の末に阻止されたことが語られている。この内乱でアスマと地陸の2人以外のメンバーは死亡したと思われていたが、実は首謀者のカズマは生存しており、後にフリドと名を偽って3人の部下を従えて木ノ葉の里を襲撃するが、アスマとの再戦の末に今度こそ死亡し、ナルトらの活躍もあって里の壊滅も阻止された。また、生き残ったアスマと地陸の両名も、後に暁の飛段と角都によって殺害された。
根
暗部の別動隊で養成部門。三代目火影・猿飛ヒルゼンの在任時代に志村ダンゾウが「木ノ葉という大木を目に見えぬ地の中より支える」という目的で創設した秘密組織。構成員の多くは孤児で、幼い頃からその身を捨ててひたすらに任務のみをこなすのが唯一の存在意義とされてきた。ヒルゼンは「根」を公的に解体したが、実際は水面下で再編され、禁術や薬物などの非人道的な研究にも手を出していた。疾風伝では再編の際にうちは一族や山中一族、油女一族など血継限界や秘伝忍術を操る一族から人材を強制的に提供させていた。
第四次忍界大戦の直前にダンゾウが死亡した事で組織は崩壊したが、「大戦の傷が癒えていない状況で下手に取り締まれば、里中が疑心暗鬼になって更なる混乱を招きかねない」と判断した綱手とカカシの意向で、元構成員の積極的な摘発は行われなかった。その後、当時の研究成果を持ち逃げした元構成員が、私欲や木ノ葉への復讐のために大きな事件を引き起こしている（小説『サクラ秘伝』『BORUTO』）。
木ノ葉警務部隊
木ノ葉隠れの里での治安維持を目的として二代目火影・千手扉間が創設した特別部隊。うちは一族がその中核を代々担っていることから、警務部隊のシンボルマークはうちは一族の家紋である。これは、当時のうちは一族の長・マダラが起こした問題行動を受け、一族をひとまとめに監視下に置きつつ、その能力を十全に発揮させるための折衷策として考案されたもの。
10年前に発生したイタチの事件により壊滅した。疾風伝では、16年前の九尾事件を境に里への不満が高まり、行き過ぎた取り締まりが横行するようになったことで里の者たちからも疎まれるようになったことが判明している。
火ノ寺
「火の国に火ノ寺あり」と謳われた名刹。その寺の「忍僧」は「仙族の才」と呼ばれる特別な力を持つといわれる。後に暁の飛段と角都が侵攻し、壊滅的な被害を受けた。
うちは一族
忍の始祖の大筒木ハゴロモ（六道仙人）の長男・インドラの直系の子孫。その図抜けたチャクラと相手の体術・忍術・幻術をコピーできる血継限界・写輪眼を使い、あらゆる戦闘に長けた一族として知られていた。戦国時代では千手一族に対抗できる唯一の一族だったとされる。うちはマダラが一族を率い、現在は木ノ葉のエリート一族と称される。一族のチャクラは火の性質を持つ。
マダラは千手一族の率いる木ノ葉とうちは主導の道に反対したうちは一族へ復讐を誓い、初代火影・千手柱間に挑んだ。マダラが敗れた後、一族は二代目火影・千手扉間によって里の政から徐々に遠ざけられた。そして16年前の九尾事件により一族への疑念は決定的となり、居住区も里の片隅へと追いやられ、徹底した監視が行われることになる（この居住区の移動は、九尾事件の際に警務部隊のうちは一族が現場に現れなかったことへの制裁措置も兼ねられていたが、これは上層部から「里の防備を固めよ」との命令が届いたために動けなかったのが原因だった）。
里への不信を募らせた一族は、サスケの父・うちはフガクを首謀者として里を乗っ取るクーデターを企んでいた（当時、子供だったサスケは知らされていなかった）。しかし、里の平和と安定を第一に望み、ダンゾウら木ノ葉上層部に一族抹殺の命を受けたサスケの兄・うちはイタチと協力者のマダラ（マダラを名乗るうちはオビト）によって、サスケを除く一族は全て抹殺された。この事件からサスケはイタチに復讐を誓う。その後、サスケはイタチを殺すが、トビによって古くから続く一族と里の因縁やイタチの真相を知らされる。
写輪眼は、大きな愛の喪失や自分自身の失意にもがき苦しんだ際に脳内に特殊なチャクラが吹き出し、視神経に反応し眼が変化する事で開眼する。つまり、写輪眼とは一種の精神疾患であり、その力を暴走させる者もいた。それを危惧した扉間はうちは一族を里の政から遠ざけた。
うちは一族の者が強い愛情を失うとより強い憎しみへ変わり、その心が強いほど瞳力は強くなるため千手一族から恐れられていた（扉間曰わく「うちはほど愛情深い一族はいない」「悪に憑かれた一族」）。ただし、扉間の認めるほど里のために尽くす者もおり、作中ではイタチ・シスイ・カガミがいる。
森の千手一族
忍の始祖の大筒木ハゴロモ（六道仙人）の次男・アシュラの直系の子孫。忍術・体術・幻術などあらゆる術に精通し、うちは一族と共に戦国時代最強と言われていた。『千の手を持つ一族』として、どの一族からも恐れられていたとされる。初代火影・千手柱間が筆頭となり、弟の二代目火影・千手扉間と共に一族を率いた。柱間の孫である五代目・綱手もその血を受け継いでいる。一族は木遁の血継限界を持つ。
日向一族
木ノ葉で最も古い血脈を持つ名門の一族。「日向は木ノ葉にて最強」と評される。写輪眼以上の洞察力と体内の経絡系を透視する血継限界・白眼を持つ。宗家と分家は厳しく区別されており、ヒザシとヒアシなど兄弟同士であろうと例外ではない。分家の者は「籠の中の鳥」を意味する呪印を額に刻まれることで宗家に縛られ、死ぬまで宗家のために尽くさねばならない。
主な人物は日向ヒナタ、日向ネジ、日向ハナビなど。映画『THE LAST』では、日向一族は大筒木ハムラの直系の子孫であることが明かされた。ハムラは大筒木ハゴロモ（六道仙人）の弟にあたる。
猿飛一族
木ノ葉の一族の一つ。木ノ葉でもとりわけ希少な能力を持つ奈良・山中・秋道の3つの一族とは代々特別な関係にある。主な人物は三代目火影・猿飛ヒルゼン、猿飛アスマ、猿飛木ノ葉丸など。
奈良一族
自分の影を操る一族。繋げた影で相手を操ることができる。木ノ葉が興る前から山中・秋道とは深い関係を持ち、3つの一族は結束して里を守ってきた。主な人物は奈良シカマル、奈良シカクなど。
山中一族
精神を操る一族。木ノ葉が興る前から奈良・秋道とは深い関係を持ち、3つの一族は結束して里を守ってきた。自分の精神を他人に憑依させたり、人と人の精神を繋げる術を使う。主な人物は山中いの、山中いのいちなど。
秋道一族
肉体を巨大化させる一族。木ノ葉が興る前から奈良・山中とは深い関係を持ち、3つの一族は結束して里を守ってきた。体に負担を強いるが強力な力を示す秘伝の丸薬が伝わっている。主な人物は秋道チョウジ、秋道チョウザなど。
油女一族
蟲使いの一族。自分自身のチャクラを餌に奇壊蟲と呼ばれる蟲を無数に体内に飼い、戦闘に利用する。主な人物は油女シノ、油女シビなど。
犬塚一族
犬と共に戦う一族。一族の人間は普段から犬と共に生活している。主な人物は、犬塚キバ、犬塚ツメ、犬塚ハナなど。
一楽
ナルトが好物として、頻繁に通うラーメン屋。テウチとアヤメの親子が営んでおり、『疾風伝』では一時的につけ麺の専門店になった。
死の森
第44演習場の通称。中忍選抜第二試験の会場となった。
終末の谷
火の国の外れにある谷。うちはマダラが初代火影・千手柱間に挑み死闘の末に敗れた場所で、流れる滝を挟んで両者の巨大な石像が作られている。第一部ではサスケが里を抜ける際にナルトと戦った。第二部では第四次忍界大戦末期にサスケとナルトが戦い、その余波で地形が崩壊し、石像も破壊されている。
風の国（砂隠れの里）
砂隠れの里を持つ国。地形的には砂漠が多く資源が乏しいなど過酷な環境下にある。それ故に独特の文化や忍術が発展したとされる。砂隠れの里は木ノ葉隠れの里と同盟を結んでおり、中忍試験を共同で行っている。
風の国の大名は、軍縮の方針を打ち出し、他国の隠れ里に依頼するなど自国の里の力を重視していないため、力は衰えつつある。そのため、大蛇丸の計画に乗り木ノ葉崩しに参加するも、その後は再び同盟状態に戻っている。
砂隠れの里の長「風影」は、第一部開始時は四代目・羅砂だが、「木ノ葉崩し」の際に大蛇丸に暗殺されていた。第二部の開始時にはその末子・我愛羅が五代目に就任している。風影を筆頭に10～12人の上役との協議制で里政を行っているが、三代目風影失踪の影響で上役の大半は里の安定化を最優先に考えている。疾風伝では上役会議で承認されなければ、風影の意見であっても認可されないことが判明している。また、会合を行う円卓の間には歴代風影の石像がある。
最初の五影会談以前より里に古くからある寺院の者達が一尾を封印してきていたが、二代目風影の時代より本格的に兵器として運用されるようになる。疾風伝では四代目風影の時代までは、忍術・幻術のスキルが無い者はたとえ体術の才能に優れていても忍はおろか忍者学校に入学することさえ禁止されていたが、我愛羅が五代目風影に就任した際の改革で、この決まりは廃止された。
魔の砂漠
砂隠れ内部にある広大な砂漠。アニメオリジナルストーリー「ナルトの背中～仲間の軌跡～」編に登場。木ノ葉隠れと砂隠れの合同中忍試験の二次試験会場となった広大な砂漠。中心には監視所でもある中央棟が存在する。砂漠内には一度巻き込まれたら生き残るのは難しいとされる大砂嵐が頻繁に発生し、魔の砂漠と呼ばれる所以となっている。故に砂隠れの探査班は常に遠距離感知を張り、警戒している。さらに中央棟周辺には様々なトラップが仕掛けられており、特に棟へ続く東のルートには自然が生み出した隠れ流砂も存在するため土地勘のある砂隠れの者でも危険な場所とされている。
水の国（霧隠れの里）
「水影」を長とする霧隠れの里を持つ島国。霧隠れの里では、最年長である「長老」と最強の「水影」を筆頭に里政を行っている。地形的には海などの特殊な地形が多い。霧隠れの里は深い霧に覆われた山間部に位置し、その地形が難攻不落の要塞を形成している。
閉鎖的であり、初代水影・白蓮の影響で里内でも秘密主義が徹底しており、同里の忍ですら四代目水影のやぐら以前の水影の情報を知らない者が多い（やぐらの情報すら知らない忍もいる）。特に四代目水影・やぐらの統治時代は「血霧の里」と呼ばれ、当時のアカデミー卒業試験は生徒同士が殺し合いをするという過酷なものだったが、桃地再不斬の起こした事件を期に改変を余儀なくされた。里の人間には、干柿鬼鮫のようにギザギザとした歯や魚類のような顔を持った人物がいる。
また、血継限界の一族である雪一族は、その力を恐れられ迫害されていた。抜け忍となる忍者も多いが、アニメでの君麻呂の回想では大蛇丸が忍の統率力は非常に高く、組織としての力は非常に強大であったと発言していた。疾風伝「イタチ真伝」では、大名家のお家騒動が頻繁に起こるが、霧隠れの里は大名家に対して介入できないため、暁のような裏組織に依頼が入ることが語られている。また霧隠れの里は捕虜交換に応じないため、領地内で他里の忍が発見・捕らえられた場合、その忍は術を徹底的に暴かれた上で始末されるらしい。島国であり外交をあまりしてこなかったため、当初は暁発祥の地と考えられていた（実際の所、暁は弥彦による結成から長門の死亡まで雨隠れの里を本拠地としている）。
疾風伝では、うちは一族が抹殺された直後の水影は四代目のやぐらで、血霧の里と呼ばれていた。第一部から2年後の時点で五代目のメイとなっているが、やぐらの恐怖政治の影響で里の立て直しが急速に行われていることが判明した。最初の五影会談で三尾と六尾の所有権を得るが、管理状況は悪く血霧の里の時代には六尾の人柱力のウタカタが抜け忍となり、四代目水影・やぐらの死後は三尾までも失っている。
『BORUTO』における第四次忍界大戦後は、観光事業や物流に力を入れるなど、木ノ葉隠れ以上に大幅な近代化を遂げている。しかし、一部の者からは「血霧の里というろくでもない過去を無理やり覆い隠している」と批判的に見られている。また、血霧の里時代の風習に影響された一部の忍達がクーデターを画策しているなど問題も多く抱えている。
霧の忍刀七人衆
特殊な7本の刀を操る里の実力者達。その刀は代々受け継がれているが、多くの者が刀と共に里から離反したため、第二部の時点では長十郎のヒラメカレイしか残っていない。第四次忍界大戦では、歴代でも特に強いメンバーが穢土転生によって蘇生される。失われた刀も五本がカブトによって回収されており、彼らにそれぞれ与えられた。
雪一族
血継限界の氷遁を操る一族。かつての戦で徴用されていたが、その後は呪われた血族として蔑まされていた。白はこの一族の末裔。
鬼灯一族
体を液状化させる水化の術を得意とする一族。霧隠れの里の名家。大蛇丸やカブトはその希少な能力を長年研究していた。主な人物は二代目水影・幻月、鬼灯兄弟。
土の国（岩隠れの里）
「土影」を長とする岩隠れの里を持つ。地形的には岩山が多い。第三次忍界大戦では木ノ葉隠れの里と激戦を繰り広げた。特にミナト班が参戦した神無毘橋の戦いは有名。里の人間の中にはダンゴ鼻が目立つ人物が多いのが特徴。
里の上役のみが入ることを許された神聖な場所には貴重な岩隠れの「石」が里の設立期から存在する。この石は木ノ葉隠れの歴代火影の顔岩や砂隠れの歴代風影の石造と同様に岩隠れの里の象徴とされている。かつて石は初代土影・イシカワが三代目土影・オオノキに己の中の意志の大切さを説くために「こんなものはただの石に過ぎない」と捨てており、以降はイシカワがその辺から拾ったただの石が置かれている。
疾風伝では里政は土影を筆頭に同里の忍数名を含めた8名の上役との協議制で行っていることが判明している。砂隠れと違い、会議では土影の権限が強い模様。最初の五影会談で四尾と五尾の所有権を得て、二代目土影・無の時代より尾獣の獲得にも積極的に関与するようになる。
『BORUTO』においては従来の市街地が戦争による被害を受けたため、荒野にそびえる巨大な岩の上に新市街が建設され、里としての機能を新市街に移転している。
雷の国（雲隠れの里）
「雷影」を長とする雲隠れの里を持つ。地形的には高山などの山脈地帯が多い。第一部の10年前に火の国と戦争寸前の状態になったが、両者の間で交わされた取引により回避された。また、各地で術を集めていたため各里とトラブルになる事が多く、『疾風伝』では10数年前に霧隠れの里から機密文書を盗み出した事がきっかけで霧隠れの里と岩隠れの里が敵対する原因を作っている。暁のメンバーを一人も輩出していないのも特徴である。
里の人間は肌が浅黒い者が多い。第二部では、第四次忍界大戦に対応するため五大国の忍が結集し創設された「忍連合」の本部が置かれている。最初の五影会談で二尾と八尾の所有権を得る。尾獣の管理技術や人柱力のレベルも随一であり、既に里の戦力として活用している。
里長である雷影は代々「エー」の称号を継承し、補佐役が「ビー」の称号を引き継ぐのが慣例（ビーの方は「○○ビー」と呼ばれる）。初登場の時点では四代目であり、補佐役はキラービー。
島亀
雲隠れの里が代々所有する移動式の孤島。その正体は超巨大な老亀・ゲンブである。島内には、人柱力が修行するための場がある。島内に生息する動物は皆巨体で凶暴。
音隠れの里
火の国の北に位置する小国にある里。第一部の約一年前に、大蛇丸を長とする音隠れの里ができたとされる。アニメでの自来也曰く、元々小国であった田の国の大名が無理に軍備の拡張を目指し、そこに付け込んだ大蛇丸に利用された形で誕生した隠れ里が音隠れの里だという。里長である大蛇丸の死で一度消滅したが、第四次忍界大戦にてサスケによって蘇生されたことで、大戦後に復活。大蛇丸の子であるミツキが木ノ葉隠れに送られている。
波の国
隠れ里を持たない小国。大名ですら金を持っていないという貧しい島国であった。第一部で桃地再不斬と白がナルト達と戦った舞台である。第二部では島と大陸を結ぶ橋が開通したため豊かな国となった。完成した橋はナルトの活躍にちなみ「ナルト大橋」と名付けられた。
草隠れの里
木ノ葉隠れの里と共同で中忍試験を行っていた里。火の国の北西に位置する。暁のゼツや香燐の出身の里。第二部で、大蛇丸とカブトと戦った舞台である天地橋がある。
鬼灯城
『劇場版 NARUTO -ナルト- ブラッド・プリズン』にも登場。各国で問題を起こした忍達が多数収監されている絶海の孤島に位置する監獄。
雨隠れの里
木ノ葉隠れの里と共同で中忍試験を行っていた里。暁を結成した地であり、ペインと小南の拠点。土・風・火の3大国に囲まれており、昔から大国の戦場となることが多かったため、ペインが国を統一するまで内政が安定せず治安も維持されていなかった。地形的には湖沼が多く、街には高い塔が林立している。気候は湿潤で常に雨が降り続けている。
半蔵が里長を務めていたが、半蔵に反発するペインの一派が勢力を増長していき、やがて国は半蔵派とペイン派に二分される。ペインが半蔵を暗殺すると、彼が代わって里の支配者の座に就く。ペインは里の内状を他国に漏らさないよう国を鎖し、国内でも公の前に姿をあらわさないことから、神格化された存在となった。
疾風伝ではペインの発言から第一部では里長は半蔵だったが、第一部から2年後の時点でペインが里長となっていたが、他国には半蔵が長だと思われていた。実際に他国の人間が半蔵に面会する際には、小南が半蔵に扮していた。
第四次忍界大戦後は、発展していく他国とは対照的に戦前同様の不安定な情勢が続いている。
滝隠れの里
木ノ葉隠れの里と共同で中忍試験を行っていた里。火の国の北に位置する。暁の角都の出身の里。長はシブキ（アニメオリジナル）。五大国以外で尾獣の七尾を保有していた。
原作では七尾の保有権を手に入れた経緯は不明。疾風伝では、かつての滝隠れは優秀な上忍を次々と輩出する忍里として他国から恐れられており、木ノ葉や砂隠れよりも規模は小さいが、尾獣を割り当てられた事が明かされた。
英雄の水
ジャンプフェスタ2004のアニメに登場。滝隠れの里にある御神木の幹から100年に一度搾り取れるという聖なる水。飲んだ者のチャクラを一時的に数十倍に倍増させる効果があるが、その代償として使用者の命を削る副作用がある。滝隠れの里では戦の際には里の忍がこの水を飲むことで里を守ってきた。しかし第三次忍界大戦において水の副作用で多くの忍が命を落とす結果となって以降、この水は封印され、里長が代々管理している。尚、ジャンプフェスタ2004のアニメ内でこの水は失われている。
渦の国（渦潮隠れの里）
かつて木ノ葉隠れの里と同盟関係にあった忍の隠れ里。封印術に長け、里の人々は生命力が強く平均寿命が長いことから「長寿の里」とも呼ばれる。マークである渦巻き模様は現在の木ノ葉のマークに取り入れられている。10年以上前に滅び、里の忍達は散り散りになって暮らしている。
うずまき一族
渦潮隠れの里の代表的な一族。封印術に長け、生命力が強いため人柱力となるものが多い。また、基本的に赤髪という特徴がある。木ノ葉の千手一族とは遠縁にあたる。
主な人物はうずまきナルト、ミナトの妻・うずまきクシナ、千手柱間の妻・うずまきミトである。また、「鷹」の香燐と暁の長門も一族の末裔である。
湯の国（湯隠れの里）
「戦を忘れた里」と呼ばれており、観光資源を有している小国。火の国の北東に位置する。暁の飛段の出身の里。第四次忍界大戦では暁の来襲の恐れがあり、全域が戦場になる危険が高いために忍連合から避難勧告が出され、大名と共に避難した。小説「木ノ葉新伝」においてはメイン舞台となっており、猿飛ミライが因縁のあるジャシン教教徒らと戦っている。
血之池一族
元々は雷の国の出身。血を操る血継限界・血龍眼を持つ。小説版オリジナル。
遥か昔に一族の娘が雷の国の大名に嫁いだが、正妻に大名の死の濡れ衣を着せられ、一族と共に地獄谷に追放される。以降、地獄谷にてひっそりと暮らしていた。
地獄谷
血之池一族が追放され送られた場所。
霜の国（霜隠れの里）
火の国の北西、湯隠れと雷の国に挟まれた地峡に位置する小国。第四次忍界大戦では、湯の国と同じく大名と共に避難した。
鉄の国
狼の頭が連なったような形をした「三狼」と呼ばれる三つの山からなる国。気候は寒冷。
独自の文化と強力な戦力を持つ中立国である。忍ではなく「侍」と呼ばれる者たちが国を守る。国の長は侍大将のミフネ。五影会談の会場となり、後に忍連合軍に参加する。
林の国
「般若衆」という忍を抱える国。所在地は不明。般若衆の暗部をダンゾウに暗殺された恨みから、その残党が五影会談に向かうダンゾウを奇襲したが、返り討ちにされて全滅した。
川の国（谷隠れの里）
火の国と風の国に挟まれた国。詳細は不明。
石隠れの里
土の国と風の国に挟まれた国にある里。詳細は不明。
空区
どの国・里にも属さない巨大な廃墟群。現代のビル郡のような風景が広がっている。廃墟内には忍に武器を供給する武器商人が営む店がある。また忍術を使いこなす猫、「忍猫」の縄張りがある。
茶の国
アニメオリジナルの国。火の国の南の半島にある国で、隠れ里は持っていない。
石の国
アニメオリジナルの国。火の国の西方（土の国と風の国に挟まれている）賞金稼ぎのいる荒野にある小国で、隠れ里は持っていない。
鳥の国
アニメオリジナルの国・里。火の国の西方（川の国の西側）にある小国で、隠れ里は持っていない。
海の国
アニメオリジナルの国。水の国に隣接する諸島からなる小国で、隠れ里は持っておらず水の国の軍備に頼っている。かつて大蛇丸がこの国に隠れて忍術の開発を行っていた。
星隠れの里（熊の国）
アニメオリジナルの隠れ里。星影を長とする小規模の隠れ里。ただし星影は五大国から影として公認されていない。200年前に降って来たチャクラを増大させる星（隕石）がある。その為、その星を目当てに他国の忍から狙われる事が多い。初代星影は星がチャクラを増大させる効果があることを発見し、星の力を利用して孔雀妙法を編み出し、長年戦力として使用していた。星は里内の修行場に祀られており、その星を使用した修行も行われている。ただし、この力は身体に悪影響を及ぼすため、過去に多くの忍が身体を壊し、最悪の場合死亡する事例が続出したため、三代目星影は隕石の使用及び隕石を用いた修行を禁じた。
菜の国
アニメオリジナルの国。山奥にある国で隠れ里はないが、花忍者という忍者が2人いる。
陽炎の里（山の国）
アニメオリジナルの里で、かつて木ノ葉隠れの里に戦いを挑むも敗れて消滅した。
匠の国
アニメオリジナルの国。忍具の製作に秀でており、各国の忍者に忍具を供給している。
錠前の里（鍵の国）
アニメオリジナルの里。軍事よりも諜報活動に秀でている。
七草島
アニメオリジナルの島。薬や兵糧丸の材料になる薬草が多く存在する。
紅州島
アニメオリジナルの島。火の国と水の国の間の海域の南方に存在する小国で、商魂が強い忍が多い。忍連合に参加していないため、大国の忍の事はあまり快く思っていない。作中では名前のみ登場。
撫子の里
アニメオリジナルの里。女性しか産まれない里であるため、代々の里長が他里の男性の忍と戦い、自分を負かした相手を里に引き込み結婚して子供を産むことで長らえてきた。
彼の国
アニメオリジナルの国で、火の国、此の国、雨隠れの里に挟まれた小国。サスケが里抜けした後の時点で此の国と同盟を結んでいたが、その同盟を破棄し、新たに火の国と同盟を結ぼうとした。それに伴い、此の国に人質として預けられていた若殿の奪還を木ノ葉隠れの里に依頼してきた。疾風伝でも存在しており、第四次忍界大戦では大名や若殿、此の国から迎え入れられた姫は他の大名たちと避難していることがナルトから語られた。
此の国
アニメオリジナルの国で、火の国と風の国の間に存在する小国。鉄の国から抜けた侍である「浪人」達を警護として雇い入れていた。彼の国の若殿が人質として預けられていた。大国の依頼を受けた暁のサソリの「赤秘技・百機の操演」によって壊滅し、大国の手に落ちた。尚、大名は家臣共々サソリに殺害され、生き残った姫は彼の国の若殿と共に国外へ連れ出され、彼の国に迎え入れられたことがナルトから語られた。
黙の国
小説「シカマル秘伝」に登場した国。指導者はゲンゴ。大戦での失踪者や抜け忍達が身を寄せる無法地帯で、忍の依頼を不法に請け負っている。
ゲンゴが木ノ葉に捕らえられてからは一時的に平和になったが、『BORUTO』の時代には再び治安が悪化している。
雪の国
映画第一弾『大活劇!雪姫忍法帖だってばよ!!』の舞台。北の果てに位置する寒冷な国。
月の国
映画第三弾『大興奮!みかづき島のアニマル騒動だってばよ』の舞台。南海の彼方に位置する常夏の国。
鬼の国
映画第四弾『劇場版 NARUTO -ナルト- 疾風伝』の舞台。魍魎という魔物を封印する能力をもった巫女が国を治めている。
空の国
映画第五弾『劇場版 NARUTO -ナルト- 疾風伝 絆』に登場する国。第三次忍界大戦で木ノ葉隠れの里に一度滅ぼされたが、その残党が木ノ葉を襲撃する。「空忍」という飛行能力を持つ忍者や航空母艦式の移動基地を持つ。
楼蘭
映画第七弾『劇場版 NARUTO -ナルト- 疾風伝 ザ・ロストタワー』に登場する街。風の国領土内に存在した。「龍脈」という特殊なチャクラに恵まれていたため、千の高い塔を有する栄華に満ちた街であったが、現在は廃墟と化している。かつての街の住人の子孫たちは遊牧民として暮らしている。
月
かつて大筒木ハゴロモ（六道仙人）が十尾の抜け殻である外道魔像を核にして「六道・地爆天星」で生み出した。弟の大筒木ハムラが一族を率いて移住し、魔像と地球人を監視している。月の内部は地球と同じく海や陸があり、太陽と月を兼ねる天体が浮いている。またアンドロイドのように自律行動が可能な傀儡が存在する。
大筒木一族
忍の祖たる一族。カグヤに端を発する地上に残り忍宗を広めたハゴロモ（六道仙人）と月に移住したハムラの二派に分かれている。現在の大筒木一族はハムラの子孫と異世界から到来したモモシキ・キンシキであり、ハゴロモの子孫は千手・うちはを中心に複数に分派した。
夢隠れの里
PSPソフト『NARUTO－ナルト－ 疾風伝 キズナドライブ』に登場。火の国から少し離れた森にある小さな里。天狼一族・天霧一族・比良坂一族が暮らしている、元は天霧一族が起こした里。三ツ頭と呼ばれる守護獣がおり危険なため封印されている。封印を解くことが出来るのは天狼一族のみ。

### 道具
クナイ、手裏剣、煙玉、光玉
用法は史実の忍者と同じ。
弓矢
音隠れの鬼童丸など一部の忍者が使用する。他に、劇場版で登場する鬼の国の警護役や、タズナら波の国の住人（クロスボウを使用）など、忍以外の勢力が使用する武器としても登場する。忍具として用いられることは少ない。
兵糧丸
服用した兵が三日三晩休まずに戦えるとまで言われる秘薬。高蛋白で吸収が良くある種の興奮作用、鎮静作用の成分が練り込まれている。食べるとチャクラを回復・増幅させる効果がある。
増血丸
カブトが使用した丸薬。
三色の丸薬
秋道一族秘薬中の秘薬。超膨大なエネルギーを含有し飲めば爆発的なパワーを得ることができる青・黄・赤の三色の丸薬。
ホウレン丸
青色の丸薬。秋道一族秘薬中の秘薬。超膨大なエネルギーを含有し飲めば爆発的なパワーを得ることができるが、副作用で痛みがでる。
カレー丸
黄色の丸薬。秋道一族秘薬中の秘薬。超膨大なエネルギーを含有し飲めば爆発的なパワーを得ることができるが、副作用で動けないほどの激痛が奔る。
トンガラシ丸
赤色の丸薬。超膨大なエネルギーを含有し飲めば爆発的なパワーを得ることができるが、飲むと死に至る。
額当て（ひたいあて）
それぞれが所属する里のマークの刻まれた額当てをつけている。鉢巻のようにして額に巻くのが一般的だが、バンダナやヘアバンドのような身につけ方も可能。また必ずしも全ての忍者が頭部に巻いているわけではなく、スカーフやベルトのように頭以外の場所に巻いている例も見られ、所属を示すマークさえ見えていればどのように装備しても自由である模様。また第二部では鉄の国のミフネがデザインした忍連合軍の額当てが登場している。忍連合軍の額当ては各里のマークの位置に「忍」と書かれている。抜け忍は、自身がかつて所属していた里の額当てに決別の証として横一文字の切り込みを入れていることが多い。原案では元はゴーグルであったが、作者によれば作画の手間を省くために額当てを考案したという。
忍装束
各里の忍が着ている服装。下忍は基本的に私服が多いため、正式な忍装束は中忍以上が身に着けている。各里ではその里独自の風習・環境に合わせているため、デザインは大幅に異なる。
木ノ葉隠れ
急所である首回りを保護するための襟の長い緑色のベストが共通のデザインとなっている。ベストの背中側には渦潮隠れの里のマークが友好の証として描かれている。作中に登場する木ノ葉の忍の大半はベストを着用しているが、中には独自の忍装束を着ている者もいる。木ノ葉の暗部の装束はグレーとなっている。第四次忍界大戦以降はデザインが改められている。
砂隠れ
砂漠が多い土地柄故に肌を露出しない作りになっており、中には日差しを防ぐ為に頭にターバンを巻いている者もいる。アニメ版ではベストは薄いセピア色となっている。
霧隠れ
寒冷地帯である土地柄故に厚手のタートルネックを着る者が多い。アニメ版では忍装束は青紫色となっている。他里に比べ忍装束のバリエーションが多く、白や青のようにタートルネックの上に着流しを着ている者や長十郎や無梨甚八のようにタートルネックのみを着ている者、桃地再不斬や栗霰串丸のようにタンクトップに近い服装をしている者もいる。疾風伝『六尾発動の章』では霧の暗部及び追い忍部隊は黒に近い装束となっている。
岩隠れ
片腕を露出したアシンメトリーなデザインとなっている。疾風伝ではベストの色は茶色で統一されているが、中の服は赤色と黒茶色に近い色の2種類が確認されている。
雲隠れ
右腕だけ動かしやすい1ショルダーのようになっており、より攻撃に特化した構造になっている。
雨隠れ
水中から奇襲を仕掛けるために殆どの忍（主に半蔵とその配下）がシュノーケルのようなマスクを付けている。
起爆札
時間が経つと煙を発して爆発する術式が書かれた札。クナイに結びつける・貼りつけるなどして目標物に投げたり、敵に対する罠として使用される。アニメ版では、30年前の起爆札と現在の起爆札では書かれている術式が異なる事が判明している。
巻物
通常の書類として用いられるほか、中に忍術の術式を仕込み、武器の収納・解放や封印術の媒体など様々な場面で活用される。大きさは大小様々。
千本
細い針の形状をした忍具。殺傷能力は低いが、経絡系を正確に射止めればチャクラの供給を断つ、仮死状態に追い込むなどといった効果をもたらすことができる。現実の鍼に相当する道具として医療にも用いられる。霧隠れの追い忍部隊は、これを用いて一時的に人体を仮死状態にすることも可能。
刀
忍の里が出来る前の戦乱の時代には、ごく一般的な武器として用いられていた。現在では全ての忍が携帯するわけではない。
草薙の剣（くさなぎのつるぎ）
作中にいくつか存在する刀の総称。大蛇丸が所有していたものは外見はただの日本刀だが、猿王・猿魔の金剛如意の攻撃にも耐える頑強さを持つ。後にサスケも別の剣を使用するようになるが、こちらは鞘や拵が異なり刀身も直刀であった。さらにイタチはこの一種であり実体を持たない霊剣を所有しており、第二部でのサスケとの戦闘の最中に、サスケに取り込まれた後にもサスケに取り憑いていた大蛇丸を封印することに成功した。
忍刀七人衆の刀
特殊な7本の刀。その刀は代々受け継がれているが、多くの者が刀と共に霧隠れの里から離反したため、第二部の時点では長十郎のヒラメカレイしか残っていない。第四次忍界大戦でその全てが揃い、戦後はまとめて霧隠れに返還されている。使用者不在の間は蔵に保管される。
断刀・首切り包丁（だんとう・くびきりぼうちょう）
桃地再不斬が持つ断刀。血中の鉄分を吸収することができ、刃こぼれなどで刀身が損傷しても、人を斬りその血を浴びることで修復していく。全長250cm、重さ30kgという大刀であり、使いこなすこと自体が容易ではない。疾風伝では水月から扱うには特殊な訓練が必要であることが語られている。
再不斬の死後は墓の傍に置かれていたが、その後に水月が盗んで引き継いだ。五影会談の際、四代目雷影・エーに折られて行方不明になるが、再不斬が第四次忍界大戦に蘇生するとその手に戻り、彼を倒したカカシが手に入れた。
大刀・鮫肌（だいとう・さめはだ）
干柿鬼鮫が持つ大刀。刀が意思を持ち、他人のチャクラを削り取り喰らう習性を持つ。使用者と融合して肉体を強化したり、鮫肌が喰らったチャクラを吸収して回復することも可能。アニメ「BORUTO」では、未熟な者が扱うと刀が暴走し使用者の意思を乗っ取って融合するため扱いが非常に難しい刀だとされる。
鬼鮫が前任の使用者・西瓜山河豚鬼を殺害して受け継いだ。キラービーとの戦いで鬼鮫からキラービーへと寝返り、以降は彼が所有していた。
双刀・ヒラメカレイ（そうとう・ひらめかれい）
長十郎が持つ大双剣。刀身にチャクラを貯めて開放することで、槌状にしたり刀身を伸ばしたりと刃の形状を変化させることができる。
アニメ「BORUTO」では、水影になった長十郎が自身の継承者として枸橘かぐらに受け継いで欲しいと考え、かぐらが死ぬまで所有していたが、彼の死後は再び長十郎の手に戻っている。
雷刀・牙（らいとう・きば）
二刀一対の刀。使用者は林檎雨由利と黒鋤雷牙（アニメ版のみ）。雷を帯びることで切れ味の質を高める。また、雷牙はこの刀を避雷針の様に使い、雷をそのまま地面に流したり、雷撃を放つために使用した。
アニメのオリジナルエピソードでは、穢土転生で蘇生した林檎雨由利がオモイとの戦いに敗れ、底なし沼に沈む寸前に雷刀・牙をオモイに託し、以降は彼が所有していた。
鈍刀・兜割（どんとう・かぶとわり）
斧のような刀と大型のハンマーの一組みで、下緒を繋がれている。使用者は通草野餌人。一撃目は刀で二撃目は刀の峰をハンマーで叩くことによって、どんなガードも叩き潰すことが出来る。
長刀・縫い針（ちょうとう・ぬいばり）
縫い糸（見た目はワイヤーに近い）を通した刺繍針が巨大化したような形状。使用者は栗霰串丸。突き刺した物体全てを糸で縫い合わせてしまう。
爆刀・飛沫（ばくとう・しぶき）
大量の起爆札が貼られた巨大な巻物のような刀。使用者は無梨甚八。鍔迫り合いの中で起爆札を爆発させて太刀筋に力を加えることが出来る。
傀儡人形（くぐつにんぎょう）
「傀儡の術」により、指先などからチャクラ糸を放って操る人形。刃物や毒針など多くの仕込みが施されており、熟練の忍ならば複数の傀儡人形を一度に操ることができる。傀儡人形を製作する者を造形師、傀儡の術で人形を操る者を操演者と呼ぶ。作中では砂隠れの里の忍が多く使用しており、傀儡を扱う「傀儡部隊」も存在する。砂隠れでは20年以上前から多くの傀儡の研究・開発が行われており、人間と同じ形状の物からカンクロウが使用する傀儡のように人間からかけ離れた形状の物まで様々である。また暁のサソリは、人間を殺害して傀儡に作り変えた「人傀儡」を製作・使用することができる。傀儡人形は本物の人間と同様に精巧な動きが可能であり、内部はチャクラ糸を通す配線や仕込みの部品等複雑な構造となっているため、技術次第では人間の身体に傀儡の一部を移植することも可能な模様。実際にサソリは自身の大部分を傀儡化しており、チヨも自身の右腕を傀儡化している。疾風伝でもサソリが任務で負傷した友人の腕に傀儡の腕を移植していた。
烏（カラス）
カンクロウが使用する攻撃に特化した傀儡人形。毒針や毒煙玉など多数の隠し武器を搭載している他、武器はパーツの1つ1つに仕込んであるためバラバラになっても攻撃を継続できる。元々はサソリが砂隠れにいた20年前に製作した傀儡人形だった。
黒蟻（クロアリ）
カンクロウが使用する敵の捕獲に特化した傀儡人形。腕に刃がついている。敵を閉じ込める腹部には複数の隙間が設けられており、そこに対になっているカラスで攻撃を加える。また、手足のパーツにはカラスと同様の仕込みが施されている。量産もされている模様で、第四次忍界大戦ではカンクロウがクロアリを2体使用していた。元々はサソリが砂隠れにいた20年前に製作した傀儡人形だった。
山椒魚（サンショウウオ）
カンクロウが使用する防御に特化した傀儡人形。4足歩行の動物を模した形状であり、人間サイズである前2体と違い大きめ。アニメ版ではサソリとの戦闘や、罠にはまったカンクロウたちを瓦礫から守る様子が描かれた。また、瓦礫の衝撃にも耐えられる防御力を誇るが、他の傀儡と同じく関節部分が脆いという弱点が存在する。元々はサソリが砂隠れにいた20年前に製作した傀儡人形だった。
蠍（サソリ）
暁のサソリの自身を傀儡化した人傀儡。両肩に飛行と攻撃を兼ねたプロペラのような羽を付け、腹部には毒が染み込み先端が尖ったロープがある。彼の死後はカンクロウに回収され、五影会談での戦闘で使用された。ちなみに、サソリの生体部品が入っていた胸の穴は開いたままで塞がれていない。
ヒルコ
サソリが使用する人傀儡。元々は砂隠れの里とは別の里の忍だったが、サソリの手によって人傀儡に改造された。通常の傀儡人形と異なり、人形の内部から操ることで、傀儡が術者の身体を守る鎧と武器になる攻防一体の傀儡。普段のサソリはこの中に入って活動している。20年前と現在では容姿と仕込みの一部が異なり、現在は硬い甲羅と長い尻尾のようなカラクリが特徴となっている。左腕の肘から先には、毒針を仕込んだ筒状のカラクリが仕込まれている。また、尻尾の先端にはサソリが独自に調合した毒が仕込まれている。
三代目風影（さんだいめかぜかげ）
サソリが暗殺した三代目風影の肉体から作られた人傀儡。生前の本人のチャクラを宿しているため、三代目の血継限界である磁遁を使用できる。
父と母（ちちとはは）
サソリが初めて製作した人傀儡。大戦で亡くなった彼の両親が素体となっている。サソリが里を抜けた際に持ち去らなかったため、チヨによって改修が施されて腕部からチャクラの盾を展開する仕込みが追加されている。サソリとチヨの死後はカンクロウに回収された。
鎖分銅
テンテンが使用する武器（アニメオリジナル）。両端に錘、真ん中に棒があるとても長い鎖。外見はヌンチャクと似るが、作中では手裏剣のように投げ飛ばして使用された（威力は「呪い武者」の首を一瞬で刎ねるほど）。
四天象人の忍具（アニメオリジナル）
「四天象人」と呼ばれる忍の四人衆が所持している忍具。これは匠の里の長・セイメイの作品であり、この四天象人も匠の里の忍である。下記の忍具以外には鉄球つき長棒と炎を発射できる剣（いずれも名称不明）もある。
孔雀飛翔昇剣（くじゃくひしょうしょうけん）
敵の風遁を操り、それを打ち返す二本の剣。この剣は攻撃に応じて風を自在に変化させ、風の力を極限まで増幅できるため、チャクラの消費は僅かで済む。
竜眼ガリアン刀（りゅうがんガリアンとう）
真ん中の一本が長い、3本の青い刃を持つ刀。刃の中心が鉄線で繋げられており、複雑な動きをしつつ自由自在に敵に向けて伸び続ける。また、自身のチャクラに反応して刀が自らチャクラを増幅し、龍を象ったチャクラに変化し敵を襲う。さらに増幅すると三俣の龍にも変化する。セイメイの場合は紫色の龍に変化している。
無限鋼鎧（むげんこうがい）
接近した敵および術のチャクラを吸収する、虎を模した鎧。かなり高い靱性を持ち、高所から落ちてもそのダメージを軽減できる。
イオウの作品（アニメオリジナル）
木ノ葉の忍具研究者・イオウが開発した特殊な忍具。全ての忍具はイオウにとって試作品であるが、これは「より強力な忍具の元としての忍具」の意味である。
蛇行（だこう）
自在に伸縮、および曲げる十文字槍。
鶴亀（つるかめ）
亀の甲羅を模した鎧。防御能力はそもそもだが、鎖・千本・煙玉など忍具の発射装置を組み込んでおり、攻防一体の性能を持つ。ただし、拳銃のように忍具が切れるため、巻物で装填する必要がある。
地団駄（じだんだ）
とても大きいハリセンボンのような球体で、回りに棘があり、柄がある。柄が伸び縮みするため、柄でも攻撃が可能。ただしこの武器はとても重いため、忍術で動かさなければならないという欠点がある。
テンテンの場合は地団駄に起爆札を張り、爆風で地団駄を持ち上げた。また、爆風は相手の攻撃から守る働きもある。
間もなくに使いこなせるため開発者であるイオウさえもを評したが、使ったから改良すべき点を見つけており、テンテンに譲れずそのまま回収した。
六道仙人の宝具
書物に記された忍具。かつては雲隠れが集めていたが、琥珀の浄瓶を除いて金角・銀角兄弟が所有している。特殊な力を持つためチャクラの消費が激しく、金角・銀角ほどのチャクラが無ければチャクラを吸い取られて死に至る。第四次忍界大戦後に全て回収され、最終話ではテンテンが所持している。
幌金縄（こうきんじょう）
人を縛り、言霊を追い出す縄。これに触れた対象者は、人生で一番口にした言葉（口癖）を言霊として口から絞り出される。
七星剣（しちせいけん）
言霊を斬り、呪う剣。金角の体内に封印されていた。幌金縄によって絞り出した言霊を斬り、七星剣の表面に文字で表示させる。この時、対象者は言霊を人質に呪印術と封印術に掛けられた状態になる。
紅葫蘆（べにひさご）
言霊を録音し、人を吸い込んで封印する瓢箪。七星剣で斬った対象者の言霊を吸い込んで録音することで、その言葉を喋ると封印が行われる。また、対象者が喋らずに一定時間黙っていた場合でも自動的に封印される。
芭蕉扇（ばしょうせん）
火・水・雷・土・風の5つの性質変化を自在に発生させる扇。
琥珀の浄瓶（こはくのじょうへい）
所有者の呼び掛けに応えるだけで対象者の声を録音し、封印する瓶。雲隠れが金角・銀角から奪ったまま唯一所有しており、八尾の封印に用いられていた。
小手（こて）
第四次忍界大戦から十数年後に木ノ葉隠れで開発された科学忍具。腕に装着し、忍術を封印した巻物型カートリッジを装填することで、その術を使うことができる。カートリッジに込められた術は誰のものでも良く、忍具使用時にチャクラを消費しないという利点はあるが、修行をしていない未熟な忍でも強力な術を使えてしまうという危うさを孕んでいる。

### その他

暁の装束の模様

暁（あかつき）
侍（さむらい）
鉄の国を守る者たち。全身を鎧で覆い、チャクラを刀に流し込んで主に白兵戦で戦う。雨隠れの半蔵曰く、かつては侍にも沢山の流派があったが（鉄の国以外にも）、忠より理を優先する忍が登場すると、忍に宗旨替えするものが多くなりやがて廃れていったという。
忍界大戦
忍同士で起きる大規模な戦争。モチーフは世界大戦。
第一次忍界大戦
五大国が設立するきっかけになった戦争。初代火影が、戦力のバランスをとるため尾獣を各国に振り分けた。
第二次忍界大戦
第一次大戦の終戦から20年後に始まる。戦争初期に雲隠れでクーデターが発生し、この件で二代目雷影が死亡、和平条約の締結に訪れていた二代目火影も戦死している。
第三次忍界大戦
第一部より約13年前に勃発。忍五大国による統治が揺らいだことにより各国の国境付近で小国や忍里を巻き込んでの小競り合いが続いたことが原因とされている。とくに木ノ葉隠れと岩隠れ間での戦争状態が激しく、カカシ外伝で起こった「神無毘橋の戦い」はこの時期。「神無毘橋の戦い」から数年前に「木ノ葉の三忍」（伝説の三忍）が生まれる。この戦争で、綱手の想い人・ダンが死亡する。自来也は弥彦達に出会い、修行をつけることになる。
第四次忍界大戦
第二部において、忍五大国および鉄の国からなる忍連合軍と、暁を率いるうちはマダラを名乗る仮面の男（うちはオビト）および薬師カブトとの間で起こった戦争。暁への対応を話し合うべく鉄の国で開かれた五影会談に仮面の男が乱入、八尾と九尾の人柱力の身柄を要求し、これを拒否されたことで宣戦布告を行った。
開戦初日は、カブトが蘇生した忍者および増殖された白ゼツと連合各部隊との戦闘が各地で勃発。強力な忍達を相手に連合軍は苦戦を強いられるも奮戦、互いに総兵力の半分を失う形で初日は終結したが、夜間になって連合の忍に変化した白ゼツによるかく乱作戦が発生。連合内は混乱に陥ったが、医療部隊の報告で変化の詳細が割れたことで、感知による白ゼツの判別を唯一可能とするナルトの出撃が決定。
二日目は各戦線にナルトが影分身たちを投入したことで優勢となったが、「本物の」うちはマダラが蘇生されたことで戦局が逆転、さらにナルトの前に現れた仮面の男が十尾を復活させたことで、一気に連合は危機に陥る。
同じ頃、カブトの支配から離れて単独で行動していたうちはイタチがカブトを発見。道中で遭遇した弟のサスケと共闘し、「穢土転生」の解除に成功したことで戦線から蘇生した忍たちが消滅する。しかしマダラだけは自ら「穢土転生」の契約を解除することで解術を免れ、仮面の男ことうちはオビトと合流。連合軍が到着したことで戦線が一つに集約される。
二日目の夜の戦闘は激化の一途を辿り、十尾の力により連合の戦死者は増加、連合本部も「尾獣玉」で壊滅。全軍指揮は第4部隊長代行・奈良シカマルが引き継ぎ、大蛇丸により新たに蘇生された歴代火影4名とサスケ率いる小隊「鷹」が連合軍に合流。「無限月読」の成否を巡り死闘を繰り広げたが、最終的にマダラは「輪廻天生の術」で生体となり、十尾の人柱力となり「無限月読」が発動、連合軍は幻術に囚われて戦闘不能に陥る。
しかしその後、マダラに随伴していた黒ゼツがマダラを裏切って大筒木カグヤを復活させたことで事態は急転。異空間での戦いの末、六道の力を授かったナルトとサスケによりカグヤは封印され、尾獣を失ったマダラも死亡。火影達は六道仙人こと大筒木ハゴロモによって解除された。
最後はナルトとサスケの一騎討ちの末に2人の手により「無限月読」は解除され大戦は終結。また、サスケは国際指名手配を受けていたが、この戦いでの功績が認められたことで免責された。
忍連合軍（しのびれんごうぐん）
第四次忍界大戦時において、五大国に所属する隠れ里と鉄の国の侍が組織した連合軍。総兵力は約8万。本部は雲隠れの里に置かれていた。部隊参加者の装束は各里のものだが、額当ては全員が新たに作成された「忍」の文字が刻まれたものを着用した。
- 総大将　- 四代目雷影・エー
  - 戦闘大連隊隊長 - 五代目風影・我愛羅
    - 第1部隊長 - ダルイ
    - 第2部隊長 - 黄ツチ
    - 第3部隊長 - はたけカカシ
    - 第4部隊長 - 我愛羅（部隊長代理 - 奈良シカマル）
    - 第5部隊長 - ミフネ

  - 先発偵察隊隊長 - みたらしアンコ
  - 奇襲部隊隊長 - カンクロウ
  - 後方支援医療部隊隊長 - シズネ
  - 情報部隊隊長 - 山中いのいち
  - 感知部隊隊長 - 青

## 書誌情報
- 岸本斉史 『NARUTO -ナルト-』 集英社〈ジャンプ・コミックス〉、全72巻
  1. 「うずまきナルト」2000年3月3日発売[139]、ISBN 4-08-872840-8
  2. 「最悪の依頼人」2000年6月2日発売[140]、ISBN 4-08-872878-5
  3. 「夢のために…!!」2000年8月4日発売[141]、ISBN 4-08-872898-X
  4. 「英雄の橋!!」2000年10月4日発売[142]、ISBN 4-08-873026-7
  5. 「挑戦者たち!!」2000年12月4日発売[143]、ISBN 4-08-873050-X
  6. 「サクラの決意!!」2001年3月2日発売[144]、ISBN 4-08-873089-5
  7. 「進むべき道…!!」2001年5月1日発売[145]、ISBN 4-08-873113-1
  8. 「命懸けの戦い!!」2001年8月3日発売[146]、ISBN 4-08-873147-6
  9. 「ネジとヒナタ」2001年10月4日発売[147]、ISBN 4-08-873174-3
  10. 「立派な忍者…!!」2001年12月4日発売[148]、ISBN 4-08-873197-2
  11. 「弟子入り志願!?」2002年3月4日発売[149]、ISBN 4-08-873236-7
  12. 「大いなる飛翔!!」2002年5月1日発売[150]、ISBN 4-08-873259-6
  13. 「中忍試験、終了…!!」2002年8月2日発売[151]、ISBN 4-08-873298-7
  14. 「火影VS火影!!」2002年11月1日発売[152]、ISBN 4-08-873341-X
  15. 「ナルト忍法帖!!」2002年12月20日発売[153]、ISBN 4-08-873368-1
  16. 「木ノ葉崩し、終結!!」2003年3月4日発売[154]、ISBN 4-08-873394-0
  17. 「イタチの能力ちから!!」2003年5月1日発売[155]、ISBN 4-08-873420-3
  18. 「網手の決意!!」2003年8月4日発売[156]、ISBN 4-08-873493-9
  19. 「受け継ぐ者」2003年11月4日発売[157]、ISBN 4-08-873523-4
  20. 「ナルトVSサスケ!!」2003年12月19日発売[158]、ISBN 4-08-873552-8
  21. 「許せない!!」2004年3月4日発売[159]、ISBN 4-08-873573-0
  22. 「転生…!!」2004年4月30日発売[160]、ISBN 4-08-873595-1
  23. 「苦境」2004年8月4日発売[161]、ISBN 4-08-873639-7
  24. 「ピンチ・ピンチ・ピンチ!!」2004年10月4日発売[162]、ISBN 4-08-873660-5
  25. 「兄と弟（イタチとサスケ）」2004年12月3日発売[163]、ISBN 4-08-873679-6
  26. 「別れの日…!!」2005年2月4日発売[164]、ISBN 4-08-873770-9
  27. 「旅立ちの日!!」2005年4月4日発売[165]、ISBN 4-08-873791-1
  28. 「ナルトの帰郷!!」2005年6月3日発売[166]、ISBN 4-08-873828-4
  29. 「カカシVSイタチ!!」2005年8月4日発売[167]、ISBN 4-08-873849-7
  30. 「チヨバアとサクラ」2005年11月4日発売[168]、ISBN 4-08-873881-0
  31. 「託された想い!!」2005年12月26日発売[169]、ISBN 4-08-874002-5
  32. 「サスケへの道!!」2006年4月4日発売[170]、ISBN 4-08-874039-4
  33. 「極秘任務…!!」2006年6月2日発売[171]、ISBN 4-08-874108-0
  34. 「再会の時…!!」2006年8月4日発売[172]、ISBN 4-08-874138-2
  35. 「新たなる二人組!!」2006年11月2日発売[173]、ISBN 4-08-874273-7
  36. 「第十班」2006年12月27日発売[174]、ISBN 4-08-874288-5
  37. 「シカマルの戦い!!」2007年4月4日発売[175]、ISBN 978-4-08-874338-7
  38. 「修業の成果…!!」2007年6月4日発売[176]、ISBN 978-4-08-874364-6
  39. 「動き出す者たち」2007年8月3日発売[177]、ISBN 978-4-08-874397-4
  40. 「究極芸術!!」2007年11月2日発売[178]、ISBN 978-4-08-874432-2
  41. 「自来也の選択!!」2008年2月4日発売[179]、ISBN 978-4-08-874472-8
  42. 「万華鏡の秘密…!!」2008年5月2日発売[180]、ISBN 978-4-08-874512-1
  43. 「真実を知る者」2008年8月4日発売[181]、ISBN 978-4-08-874552-7
  44. 「仙術伝承…!!」2008年11月4日発売[182]、ISBN 978-4-08-874589-3
  45. 「戦場、木ノ葉!!」2009年2月4日発売[183]、ISBN 978-4-08-874627-2
  46. 「ナルト帰還!!」2009年5月1日発売[184]、ISBN 978-4-08-874663-0
  47. 「封印破壊!!」2009年8月4日発売[185]、ISBN 978-4-08-874711-8
  48. 「歓呼の里!!」2009年11月4日発売[186]、ISBN 978-4-08-874748-4
  49. 「五影会談、開幕…!!」2010年1月4日発売[187]、ISBN 978-4-08-874784-2
  50. 「水牢の死闘!!」2010年3月4日発売[188]、ISBN 978-4-08-870011-3
  51. 「サスケVSダンゾウ…!!」2010年4月30日発売[189]、ISBN 978-4-08-870033-5
  52. 「それぞれの第七班…!!」2010年8月4日発売[190]、ISBN 978-4-08-870084-7
  53. 「ナルトの出生!!」2010年11月4日発売[191]、ISBN 978-4-08-870126-4
  54. 「平和への懸け橋」2010年12月29日発売[192]、ISBN 978-4-08-870143-1
  55. 「大戦、開戦!」2011年4月21日発売[193]、ISBN 978-4-08-870185-1
  56. 「再会、アスマ班!」2011年6月3日発売[194]、ISBN 978-4-08-870218-6
  57. 「ナルト戦場へ…!!」2011年8月4日発売[195]、ISBN 978-4-08-870271-1
  58. 「ナルトVSイタチ!!」2011年11月4日発売[196]、ISBN 978-4-08-870302-2
  59. 「五影集結…!!」2012年2月3日発売[197]、ISBN 978-4-08-870368-8
  60. 「九喇嘛!!」2012年5月2日発売[198]、ISBN 978-4-08-870417-3
  61. 「兄弟、共闘!!」2012年7月27日発売[199]、ISBN 978-4-08-870477-7
  62. 「皹」2012年10月4日発売[200]、ISBN 978-4-08-870515-6
  63. 「夢の世界」2012年12月28日発売[201]、ISBN 978-4-08-870550-7
  64. 「十尾」2013年4月4日発売[202]、ISBN 978-4-08-870628-3
  65. 「柱間とマダラ」2013年7月4日発売[203]、ISBN 978-4-08-870661-0
  66. 「新たなる三竦」2013年9月4日発売[204]、ISBN 978-4-08-870801-0
  67. 「突破口」2013年12月4日発売[205]、ISBN 978-4-08-870849-2
  68. 「轍」2014年3月4日発売[206]、ISBN 978-4-08-880023-3
  69. 「紅き春の始まり」2014年5月2日発売[207]、ISBN 978-4-08-880054-7
  70. 「ナルトと六道仙人…!!」2014年8月4日発売[208]、ISBN 978-4-08-880151-3
  71. 「大好きだ」2014年11月4日発売[209]、ISBN 978-4-08-880208-4
  72. 「うずまきナルト!!」2015年2月4日発売[210]、ISBN 978-4-08-880220-6
- 岸本斉史 『NARUTO -ナルト- 外伝 〜七代目火影と緋色の花つ月〜』 集英社〈ジャンプ・コミックス〉、全1巻
  - 「うちはサラダ」2015年8月4日発売[211]、ISBN 978-4-08-880468-2

## メディア展開

### 公式本
全て集英社より刊行。
- 『NARUTO秘伝・臨の書 - キャラクターオフィシャルデータBOOK』2002年7月4日発売、ISBN 4-08-873288-X
- 『NARUTO秘伝・兵の書 - オフィシャルファンBOOK』2002年10月4日発売、ISBN 4-08-873321-5
- 『NARUTO秘伝・闘の書 - キャラクターオフィシャルデータBOOK』2005年4月4日発売、ISBN 4-08-873734-2
- 『NARUTO秘伝・者の書 - キャラクターオフィシャルデータBOOK』2008年9月4日発売、ISBN 978-4-08-874247-2
- 『NARUTO秘伝・皆の書 - オフィシャルプレミアムファンBOOK』2009年12月4日発売、ISBN 978-4-08-874834-4
- 『NARUTO秘伝・陣の書 - キャラクターオフィシャルデータBOOK』2014年11月4日発売、ISBN 978-4-08-880263-3
- 『NARUTO-ナルト - 岸本斉史画集 UZUMAKI』2004年7月2日発売、ISBN 4-08-873706-7
- 『NARUTO-ナルト - イラスト集 NARUTO』2009年7月3日発売、ISBN 978-4-08-874823-8
- 『NARUTO-ナルト - イラスト集 UZUMAKI NARUTO』2015年2月4日発売、ISBN 978-4-08-880384-5

アニメの公式本については、NARUTO -ナルト- (アニメ)#公式本を参照。

### テレビアニメ
『NARUTO -ナルト-』
テレビ東京系列で2002年10月3日から2007年2月8日まで放送された。劇場版も3作公開された。全220話。
『NARUTO -ナルト- 疾風伝』
テレビ東京系列で2007年2月15日から2017年3月23日まで放送された。原作の第二部が舞台で、テレビアニメ『NARUTO -ナルト-』の続編。劇場版も7作公開された。全500話（通算720話）。

### ラジオ
2003年から放送されている、ナルトをテーマにしたラジオ。2007年3月までのタイトルは『オーNARUTOニッポン』だったが、同年4月からは『NARUTO Radio 疾風迅雷』に改題された。

### ゲーム
テレビアニメ『NARUTO -ナルト-』の内容に基づいてゲーム化しており、一部は劇場版の内容も含んでいる。

### 歌舞伎
2018年8月に新作歌舞伎として東京・新橋演舞場で上演。うずまきナルト役に坂東巳之助、うちはサスケ役に中村隼人 を据え、うちはマダラ役として市川猿之助と片岡愛之助が交互出演（ダブルキャスト）した。脚本・演出はG2。エンディングテーマは和楽器バンド。
2019年6月には前年11月にリニューアルオープンした京都・南座の新開場記念公演の一環として上演された。南座公演ではマダラ役を2018年に引き続き春野サクラを演じた中村梅丸の師匠である中村梅玉が務めた。

### 小説
すべて集英社JUMP j BOOKSから発売。一部は児童文学レーベル集英社みらい文庫でも刊行されている。著者は『ザ・ロストタワー』まで日下部匡俊。監修映画のノベライズを除きいずれもストーリー作りに原作者は関与していない。
NARUTO -ナルト- 白の童子、血風の鬼人
ISBN 4-08-703121-7（JUMP j BOOKS）／ISBN 978-4-08-321060-0（集英社みらい文庫）
序盤の白、桃地再不斬までのノベライズ。
NARUTO -ナルト- 滝隠れの死闘 オレが英雄だってばよ!
ISBN 4-08-703135-7（JUMP j BOOKS）／ISBN 978-4-08-321084-6（集英社みらい文庫）
ジャンプフェスタ2004のアニメをノベライズ。
劇場版 NARUTO -ナルト- 大活劇!雪姫忍法帖だってばよ!!
劇場版脚本 - 隅沢克之
ISBN 4-08-703143-8
劇場版第1作のノベライズ。
劇場版 NARUTO -ナルト- 大激突!幻の地底遺跡だってばよ!!
劇場版脚本 - 川崎博嗣、宮田由佳
ISBN 4-08-703158-6
劇場版第2作のノベライズ。
劇場版 NARUTO -ナルト- 大興奮! みかづき島のアニマル騒動だってばよ
劇場版脚本 - 都留稔幸
ISBN 4-08-703170-5
劇場版第3作のノベライズ。
劇場版 NARUTO -ナルト- 疾風伝
劇場版脚本 - 武上純希
ISBN 978-4-08-703187-4
疾風伝劇場版第1作のノベライズ。
劇場版 NARUTO -ナルト- 疾風伝 絆
劇場版脚本 - 武上純希
ISBN 978-4-08-703195-9
疾風伝劇場版第2作のノベライズ。
劇場版 NARUTO -ナルト- 疾風伝 火の意志を継ぐ者
劇場版脚本 - 武上純希
ISBN 978-4-08-703207-9
疾風伝劇場版第3作のノベライズ。
劇場版 NARUTO -ナルト- 疾風伝 ザ・ロストタワー
劇場版脚本 - 武上純希
ISBN 978-4-08-703228-4
疾風伝劇場版第4作のノベライズ。
NARUTO -ナルト- ド根性忍伝
著 - 東山彰良
ISBN 978-4-08-703229-1
自来也が遺した自伝的小説。
劇場版 NARUTO -ナルト- ブラッド・プリズン
劇場版脚本 - 東山彰良
ISBN 978-4-08-703249-9
疾風伝劇場版第5作のノベライズ。
NARUTO -ナルト- 迅雷伝 狼の哭く日
著 - 東山彰良
ISBN 978-4-08-703279-6
サスケがイタチを倒し「鷹」を組織するまでの空白を描く。
THE LAST -NARUTO THE MOVIE-
劇場版脚本 - 経塚丸雄
ISBN 978-4-08-703339-7
劇場版第10作のノベライズ。
NARUTO -ナルト- カカシ秘伝 氷天の雷
著 - 東山彰良・岸本斉史
ISBN 978-4-08-703344-1
原作のその後を描いた秘伝シリーズ第1弾。
NARUTO -ナルト- シカマル秘伝 闇の黙に浮ぶ雲
著 - 矢野隆・岸本斉史
ISBN 978-4-08-703347-2
原作のその後を描いた秘伝シリーズ第2弾。『NARUTO 疾風伝』の枠で当作の内容がアニメ化されている。
NARUTO -ナルト- サクラ秘伝 思恋、春風にのせて
著 - 大崎知仁・岸本斉史
ISBN 978-4-08-703354-0
原作のその後を描いた秘伝シリーズ第3弾。
NARUTO -ナルト- 木ノ葉秘伝 祝言日和
著 - ひなたしょう・岸本斉史
ISBN 978-4-08-703360-1
原作のその後を描いた秘伝シリーズ第4弾。『NARUTO 疾風伝』の枠で当作の内容がアニメ化されている。
NARUTO -ナルト- 我愛羅秘伝 砂塵幻想
著 - 小太刀右京・岸本斉史
ISBN 978-4-08-703364-9
原作のその後を描いた秘伝シリーズ第5弾。
NARUTO -ナルト- 暁秘伝 咲き乱れる悪の華
著 - 十和田シン・岸本斉史
ISBN 978-4-08-703367-0
原作のその後を描いた秘伝シリーズ第6弾。
BORUTO -NARUTO THE MOVIE-
劇場版脚本 - 小太刀右京
ISBN 978-4-08-703373-1
劇場版第11作のノベライズ。
NARUTO -ナルト- ド純情忍伝
著 - 東山彰良・岸本斉史
ISBN 978-4-08-703371-7
自来也が遺した青春小説。
NARUTO -ナルト- イタチ真伝 光明篇
著 - 矢野隆・岸本斉史
ISBN 978-4-08-703375-5
イタチの幼少期を描く物語。『NARUTO 疾風伝』の枠で当作の内容がアニメ化されている。
NARUTO -ナルト- イタチ真伝 暗夜篇
著 - 矢野隆・岸本斉史
ISBN 978-4-08-703380-9
イタチの暗部時代を描く物語。『NARUTO 疾風伝』の枠で当作の内容がアニメ化されている。
NARUTO -ナルト- サスケ真伝 来光篇
著 - 十和田シン・岸本斉史
ISBN 978-4-08-703384-7
サスケの贖罪の旅を描く物語。『NARUTO 疾風伝』の枠で当作の内容がアニメ化されている。
NARUTO -ナルト- 木ノ葉新伝 湯煙忍法帖
著 - ひなたしょう・岸本斉史
ISBN 978-4-08-703401-1
時系列上は『NARUTO -ナルト- 外伝 〜七代目火影と緋色の花つ月〜』と同一時間軸。温泉地の視察に出るカカシとガイ、護衛役の猿飛ミライの道中を描く。
『BORUTO』の枠で当作の内容がアニメ化されているが、時間軸はボルトが下忍昇格後となっている。
『ジャンプ+』でもコミカライズ化され、2022年10月29日より連載開始された。
NARUTO -ナルト- ナルト新伝 親子の日
著 - 宮本深礼・岸本斉史
ISBN 978-4-08-703447-9
ボルトたちが下忍になってからの物語で、祝日にまつわる親子たちの群像劇。
『BORUTO』の枠で当作の内容がアニメ化されている。
NARUTO -ナルト- シカマル新伝 舞い散る華を覆う雲
著 - 矢野隆・岸本斉史
ISBN 978-4-08-703456-1
大筒木モモシキ襲来後の物語で、五影同盟決裂の危機をシカマルが奮闘する。
NARUTO -ナルト- サスケ新伝 師弟の星
著 - 江坂純・岸本斉史
ISBN 978-4-08-703450-9
ボルトたちが下忍になってからの物語で、第七班の教官をサスケが臨時で担当する。
NARUTO -ナルト- カカシ烈伝 六代目火影と落ちこぼれの少年
著 - 江坂純・岸本斉史
ISBN 978-4-08-703477-6
忍界大戦後の第七班が活躍する烈伝シリーズ第1弾。
NARUTO -ナルト- サスケ烈伝 うちはの末裔と天球の星屑
著 - 江坂純・岸本斉史
ISBN 978-4-08-703481-3
忍界大戦後の第七班が活躍する烈伝シリーズ第2弾。
『ジャンプ＋』でコミカライズ化され、2022年10月23日より連載開始された。漫画は木村慎吾が担当。
『BORUTO』の枠でも、当作の内容がアニメ化されている。
NARUTO -ナルト- ナルト烈伝 うずまきナルトと螺旋の天命
著 - 江坂純・岸本斉史
ISBN 978-4-08-703486-8
忍界大戦後の第七班が活躍する烈伝シリーズ第3弾。

### 電子書籍
「ジャンプコミックスDIGITAL」レーベルで、概ね紙製単行本と同内容で電子書籍化されている。これを購入などすれば、デジタルデバイスにおいて閲覧可能。
2018年にはプログレス・テクノロジーズによる「全巻一冊」シリーズとして、この電子書籍版をベースとした特別な形で刊行（詳細は後述）された。
「全巻一冊」シリーズは紙製本だと数十巻に及ぶ超大作コミックを本シリーズ専用の電子リーダー用コンテンツカセット（SDカードだが専用リーダー以外では使用不可）に収録し、文字通り全72巻+外伝（※）を「一冊」にまとめるというもの。この電子リーダーは紙製本の質感や本をめくった感触も出来るだけ再現するという特殊な装丁が施されているが外装は無地に近いシンプルなもの。ただしコンテンツカセットには、このリーダーに被せるための専用カバー（岸本の描き下ろしイラストが印刷）も同梱されており、読む際の気分を盛り上げたい人への配慮もなされている。
（※）『七代目火影と緋色の花つ月』およびオフィシャルファン&データBOOKに収録されていた数作品。このほか、劇場版アニメの初回公開期間中、入場者用にプレゼントされた特典本や展覧イベント限定本などに収録されていた、現在一般流通では購入出来ない作品も収録。

### アプリ
ゲームアプリやきせかえテーマアプリ以外に、ボイスアラームアプリが2012年8月10日より発売されていた。収録ボイスはうずまきナルト、うちはサスケ、はたけカカシ、波風ミナトの新規収録されたオリジナルボイスだった。

## 実写化
2015年7月31日、製作：米ライオンズゲート、監督：マイケル・グレイシー、プロデューサー：アヴィ・アラッドで実写化の企画が予定された。
2023年11月27日、Varietyより脚本家にターシャ・ヒューオが決定されたことが発表された。

## 舞台版

### 2006年版（初演）
2006年5月、東京・大阪にて、ミュージカルとイリュージョン（大規模なマジック）を融合した“忍者イリュージョン”として戯曲化。
主要キャストはジャニーズ事務所の所属ユニット・ミュージカル・アカデミー (MA)。イリュージョン演出はプリンセス天功（プリンセス・テンコー）、脚本・演出はきだつよしが担当した。
公演日と場所
- 東京公演 ： 5月4日 - 14日・五反田ゆうぽうと簡易保険ホール
- 大阪公演 ： 5月19日 - 21日・シアターBRAVA!

出演者
- うずまきナルト：屋良朝幸
- うちはサスケ：町田慎吾
- 春野サクラ：三倉茉奈、三倉佳奈
- はたけカカシ：岩﨑大
- 我愛羅：米花剛史
- 綱手：愛華みれ
- 不知火ゲンマ：平田広明
- 一楽店長テウチ：尾藤イサオ

以下 オリジナルキャラクター
- コワネ：秋山純
- ワカ：新妻聖子
- コトノハ：岡幸二郎
- コワブル：松本康太（レギュラー）
- コワダカ：西川晃啓（レギュラー）

### ライブ・スペクタクル
2015年版
「NARUTO新時代開幕プロジェクト」の一環として、2015年3月にAiiA 2.5 Theater Tokyoほか、大阪、福岡、宮城、シンガポール、マカオで公演した。主催はネルケプランニング。ストーリーは原作第1部（波の国篇、木ノ葉崩し篇、サスケ奪還篇）。
公演イメージソングはFLOWの『光追いかけて』（2019年まで）。脚本・演出は児玉明子が担当（以降の作品も共通）。

主な出演者
- うずまきナルト：松岡広大、知念紗耶（幼少期・アンサンブル）
- うちはサスケ：佐藤流司
- 春野サクラ：伊藤優衣
- はたけカカシ：君沢ユウキ
- 奈良シカマル：服部翼
- 山中いの：伊波杏樹
- 秋道チョウジ：加藤諒
- 日向ヒナタ：高橋紗妃
- 犬塚キバ：飯山裕太
- 油女シノ：植田慎一郎
- 桃地再不斬：内田朝陽
- うみのイルカ：市瀬秀和
- ミズキ：高橋里央（アンサンブル）
- 猿飛ヒルゼン：平川和宏
- ガトー：登野城佑真（アンサンブル）
- 鬼兄弟：倉本発、蒼木陣（アンサンブル）
- 白：今村美歩
- 我愛羅：須賀健太
- 薬師カブト：木村達成
- 自来也／タズナ：梅垣義明
- 大蛇丸：悠未ひろ

2016年版
2016年7月から8月に、シアタードラマシティとAiiA 2.5 Theater Tokyoで上演。2015年版の再演版。
主な出演者
- うずまきナルト：松岡広大、知念紗耶（幼少期・アンサンブル）
- うちはサスケ：佐藤流司
- 春野サクラ：伊藤優衣
- はたけカカシ：君沢ユウキ
- 奈良シカマル：小林辰也
- 山中いの：藤木かおる
- 秋道チョウジ：加藤諒
- 日向ヒナタ：高橋紗妃
- 犬塚キバ：飯山裕太
- 油女シノ：植田慎一郎
- ロック・リー：佐藤祐吾
- うみのイルカ：市瀬秀和
- ミズキ：高橋里央（アンサンブル）
- 猿飛ヒルゼン：平川和宏
- ガトー：白崎誠也（アンサンブル）
- 鬼兄弟：倉本発、蒼木陣（アンサンブル）
- 桃地再不斬：内田朝陽
- 白：今村美歩
- 我愛羅：須賀健太
- 薬師カブト：木村達成
- 自来也／タズナ：梅垣義明
- 大蛇丸：悠未ひろ

2016年版 ワールドツアー
ライブ・スペクタクル『NARUTO-ナルト-』ワールドツアーとして、2016年10月から12月に中国6都市（上海市、杭州市、北京市、長沙市、広州市、深圳市）で上演。2015・2016版の海外公演版。

主な出演者
- うずまきナルト：松岡広大（上海）、元木聖也（杭州、北京、長沙、広州、深圳）
- うちはサスケ：櫻井圭登
- 春野サクラ：伊藤優衣
- はたけカカシ：君沢ユウキ
- 奈良シカマル：小林辰也
- 山中いの：藤木かおる
- 秋道チョウジ：谷口巧都
- 日向ヒナタ／白：今村美歩
- 犬塚キバ：寒川祥吾
- 油女シノ：本田昂也
- うみのイルカ：市瀬秀和
- 猿飛ヒルゼン／ガトー：白崎誠也
- 桃地再不斬：片山浩憲
- 我愛羅：植田慎一郎
- 薬師カブト／ミヅキ：高橋里央
- 自来也／タズナ：久松りょうた
- 大蛇丸：蘭舞ゆう

2017年
ライブ・スペクタクル『NARUTO-ナルト-』〜暁の調べ〜のタイトルで、2017年5月に上演。本作以降、台詞が一部ミュージカル調になっている。ストーリーはサスケ再会篇、サスケvsイタチ篇。

主な出演者
- うずまきナルト：松岡広大
- うちはサスケ：佐藤流司
- 春野サクラ：伊藤優衣
- はたけカカシ：君沢ユウキ
- ヤマト／サソリ（変化）：藤田玲
- サイ：北村諒
- 日向ヒナタ／シズネ／小南：松林篤美（アンサンブル）
- 犬塚キバ：寒川祥吾（アンサンブル）
- 油女シノ：宮川連（アンサンブル）
- 綱手：大湖せしる
- 志村ダンゾウ：白崎誠也（アンサンブル）
- 薬師カブト：岡田亮輔
- 鬼灯水月：萩尾圭志
- 香燐：七木奏音
- 重吾：山口智也
- ペイン：加古臨王（アンサンブル）
- 干柿鬼鮫：林野健志
- デイダラ／猿飛木ノ葉丸：辻諒
- トビ：片山浩憲
- 大蛇丸：悠未ひろ
- うちはイタチ：良知真次

2019年
ライブ・スペクタクル『NARUTO-ナルト-』〜暁の調べ〜のタイトルで、2019年10月から12月にかけて上演。2017年版の再演版。

主な出演者
- うずまきナルト：松岡広大
- うちはサスケ：佐藤流司
- 春野サクラ：伊藤優衣
- はたけカカシ：君沢ユウキ
- ヤマト／サソリ（変化）：藤田玲
- サイ：定本楓馬
- 日向ヒナタ：倉知あゆか（アンサンブル）
- 犬塚キバ：寒川祥吾（アンサンブル）
- 油女シノ：宮川連（アンサンブル）
- 綱手：大湖せしる
- 志村ダンゾウ：白崎誠也（アンサンブル）
- 薬師カブト：岡田亮輔
- 鬼灯水月：萩尾圭志
- 香燐：七木奏音
- 重吾：山口智也
- ペイン：輝馬
- 小南／シズネ：松林篤美（アンサンブル）
- 干柿鬼鮫：林野健志
- デイダラ／猿飛木ノ葉丸：辻諒
- トビ：片山浩憲
- 大蛇丸：悠未ひろ
- うちはイタチ：良知真次

2021年
ライブ・スペクタクル『NARUTO-ナルト-』〜うずまきナルト物語〜のタイトルで、2021年12月から2022年1月にかけて上演。ストーリーはペイン来襲篇、五影会談篇。
公演イメージソングはFLOWの『燈』（2021年以降）。

主な出演者
- うずまきナルト：中尾暢樹
- うちはサスケ：佐藤流司
- 春野サクラ：伊藤優衣
- はたけカカシ：君沢ユウキ
- サイ：定本楓馬
- 奈良シカマル：泰江和明
- 日向ヒナタ／カルイ：星波
- 犬塚キバ：宮川連（アンサンブル）
- シズネ／サムイ：小嶋紗里
- 綱手：大湖せしる
- オオノキ：細川晃弘（アンサンブル）
- 鬼灯水月：前田隆太朗
- 香燐：七木奏音
- 重吾：江本光輝
- 薬師カブト：古田伊吹（アンサンブル）
- 我愛羅：納谷健
- エー：北村圭吾
- キラービー：小柳心
- オモイ：荒田至法（アンサンブル）
- ペイン：輝馬
- 小南／照美メイ：小林由佳
- うちはマダラ／自来也：伊勢大貴
- ゼツ：河合龍之介
- 波風ミナト／干柿鬼鮫：北園涼
- 長門：玉城裕規、細川晃弘（アンサンブル）
- 自来也：大塚芳忠（声の出演）

2022年
ライブ・スペクタクル『NARUTO-ナルト-』〜忍界大戦、開戦〜のタイトルで、2022年10月にかけて上演。ストーリーは第四次忍界大戦篇。
当初は2022年9月から公演を予定されていたが、関係者に新型コロナウイルスの陽性反応が出た為、9月の東京公演が全中止された。

主な出演者
- うずまきナルト：中尾暢樹、倉知あゆか（幼少期・アンサンブル）
- うちはサスケ：佐藤流司、肥田野好美（幼少期・アンサンブル）
- 春野サクラ／のはらリン：伊藤優衣
- はたけカカシ：君沢ユウキ
- 奈良シカマル：池岡亮介
- 日向ヒナタ：星波
- マイト・ガイ：高木勝也
- 綱手：大湖せしる
- オオノキ／猿飛ヒルゼン／自来也：細川晃弘（アンサンブル）
- 我愛羅：納谷健
- エー：北村圭吾
- キラービー：小柳心
- 鬼灯水月／枸橘やぐら：荒田至法（アンサンブル）
- 重吾／ウタカタ：大野涼太（アンサンブル）
- フウ：倉知あゆか（アンサンブル）
- 二位ユギト／みたらしアンコ：肥田野好美（アンサンブル）
- ハン：寒川祥吾（アンサンブル）
- 薬師カブト：矢田悠祐
- 仮面の男（うちはオビト）：伊勢大貴、荒田至法
- ゼツ：河合龍之介
- 波風ミナト／桃地再不斬：北園涼
- うずまきクシナ／照美メイ／山中いの／白：小嶋紗里
- うちはイタチ：良知真次
- うちはマダラ：中村誠治郎
- うみのイルカ：市瀬秀和（映像出演）

2023年
ライブ・スペクタクル『NARUTO-ナルト-』〜忍の生きる道〜のタイトルで、2023年10月から2023年11月にかけて上演。ライブ・スペクタクル『NARUTO-ナルト-』シリーズ最終章。ストーリーは第四次忍界大戦篇、vsオビト、ナルトvsサスケ編。

主な出演者
- うずまきナルト：中尾暢樹
- うちはサスケ：佐藤流司
- 春野サクラ：伊藤優衣
- はたけカカシ：君沢ユウキ
- 日向ヒナタ：星波
- 奈良シカマル：池岡亮介
- 山中いの／うずまきクシナ：小嶋紗里
- ロック・リー／薬師カブト／白ゼツ：吉田邑樹（アンサンブル）
- マイト・ガイ：松本城太郎（アンサンブル）
- 綱手：大湖せしる
- 千手柱間：姜暢雄
- 千手扉間：河合龍之介
- 猿飛ヒルゼン：塚田知紀
- 我愛羅：納谷健
- オオノキ：細川晃弘（アンサンブル）
- 照美メイ：廣瀬水美（アンサンブル）
- エー／六道仙人：北村圭吾
- キラービー：小柳心
- 鬼灯水月：前田隆太朗
- 香燐：七木奏音
- 重吾：大野涼太（アンサンブル）
- うちはオビト：伊勢大貴
- 波風ミナト：北園涼
- 大蛇丸：悠未ひろ
- うちはマダラ：中村誠治郎
- うちはイタチ：良知真次（映像出演）

## 完結後の主なコラボ
- 2019年10月7日に「COACH」は、アンバサダーのマイケル・B・ジョーダンと協業し、日本の人気アニメ「NARUTO–ナルト–疾風伝」にインスパイアされたカプセルコレクションを発売すると発表した[225]。
- 2021年4月20日、ハブアナイス株式会社が運営する日本発のハイエンドストリートブランド『LIBERE(リベーレ)』が、『NARUTO』とのコラボレーションカプセルコレクションの販売先行予約を4月22日よりLIBEREオフィシャルオンラインストア、各取扱店舗にて開始することを発表した[226]。
- 2021年11月11日、Epic GamesはPlayStation 5/PlayStation 4/Xbox Series X|S/Xbox One/Nintendo Switch/Android/PC用バトルロイヤル「フォートナイト」において、「NARUTO 疾風伝」とのコラボを2021年11月16日より開始すると発表した[227]。
- 2021年12月18日、アニメの公式TwitterでNARUTO・BORUTOとサンリオキャラクターズとのコラボが決定したことが発表された[228]。
- 2022年1月6日、日本の大手総合スポーツ用品メーカーミズノは、世界的人気アニメ『NARUTO-ナルト- 疾風伝』と初めてコラボレーションしたスニーカー「CONTENDER NARUTO（コンテンダーナルト）」を、2022年1月8日から順次発売することを発表した[229]。
- 2022年4月12日、アニメ『NARUTOｰナルトｰ』の20周年記念でTSUTAYAのTカードとコラボすることが発表された[230]。
- 2022年4月23日、ジョーダンブランドはザイオン・ウィリアムソンと忍者漫画の金字塔『NARUTO-ナルト-』とのコラボレーションが発表され、Instagramで30.6万いいね、Twitterでは18.7万いいねという驚異的なリアクションを獲得した[231]。本作は、NBAでも突出した人気を誇っている。
- 2022年5月18日、世界トップクラスの人気を誇るeスポーツ組織『FaZe Clan』が、「NARUTOｰナルトｰ疾風伝」とのコラボを発表した[232]。
- 2022年7月1日、花王のヘアケアブランドであるサクセスのブランド誕生35周年とTVアニメ「NARUTO -ナルト-」の放送20周年を記念してコラボが行われ、オリジナルムービーも公開された[233]。
- 2022年7月19日、コカ・コーラシステムは、エナジードリンクブランド「リアルゴールド」から、幅広い層に大人気のアニメ「NARUTO」、「BORUTO」のイラストと作中の名セリフをパッケージに起用した、「リアルゴールド NARUTO・BORUTO限定デザインボトル」全24種類を、2022年7月25日(月)より全国で発売することを発表した[234]。
- 2022年10月12日、MONTBLANC(モンブラン)は、NARUTOとのコラボコレクションを発売し、デザインについて「ナルトと自来也の関係に焦点を当てることで、“知識の伝達”の重要性を強調した。自来也は知識を求めて世界中を旅し、それを弟子のナルトに伝える。そのテーマ性は、『モンブラン』の持つ手書きの伝統ともリンクする」と話した[235]。
- 2022年12月18日、“Grunge for Luxury”をブランドコンセプトにエレガントなロックファッションを提案する「glamb」が初コラボしたアパレルアイテムが登場し、ストリート性を重視して『NARUTO-ナルト-』のデザインが落とし込まれた[236]。
- 2023年4月7日、株式会社バロックジャパンリミテッドが展開するアニメとファッションの融合ブランド「R4G」が、NARUTOのTVアニメ20周年を記念してコラボアイテムの発売を決定致した[237]。
- 2023年7月20日、ロサンゼルスを拠点とする大手会社Colour Pop(カラポ)とコラボすることが発表された[238]。
- 2023年11月17日からの3日間、オタフクソースはニューヨークで開かれた北米最大のアニメコンベンションで、お好み焼きを世界に広めるために「NARUTO」とコラボしたお好みソースを販売した[239]。
- 2024年7月26日、ファッションブランドGUとTVアニメ「NARUTO-ナルト- 疾風伝」とのコラボが発表され、仲間や兄弟、里などさまざまな“絆”をテーマにしたTシャツやインナーなど販売された[240]。
- 2025年3月19日、ベティスが人気漫画『NARUTO -ナルト-』とコラボレーションした限定ユニフォームを発表し、その目的は日本文化と漫画の世界で最も象徴的なキャラクターの1人に敬意を表すこと、および日本へのコミットメント強化と明かされている[241]。

## イベント
岡山県は現在の県北部にあたる旧美作国が2013年に建国1300年に当たるということで様々なイベントを行ったが、そのひとつとして作者の岸本の出身地である奈義町も美作国に含まれていることから、NARUTOに関するイベントを複数行った。主なものとして、スタンプラリーや展覧会、出演声優によるイベントやオリジナルグッズの販売など。
また、西日本旅客鉄道（JR西日本）では、旧美作国域を通過する津山線・姫新線・因美線において、同3路線を走行する気動車3両（キハ47形2両・キハ120形1両）の車体全面にNARUTOのキャラクターを描いたラッピング車両「NARUTO -ナルト- 列車」の運行を2013年4月3日より開始した。2両編成のキハ47形2両は津山線を、単行のキハ120形は姫新線・因美線を中心に、それぞれ2014年3月30日まで運行された。

## 関連項目

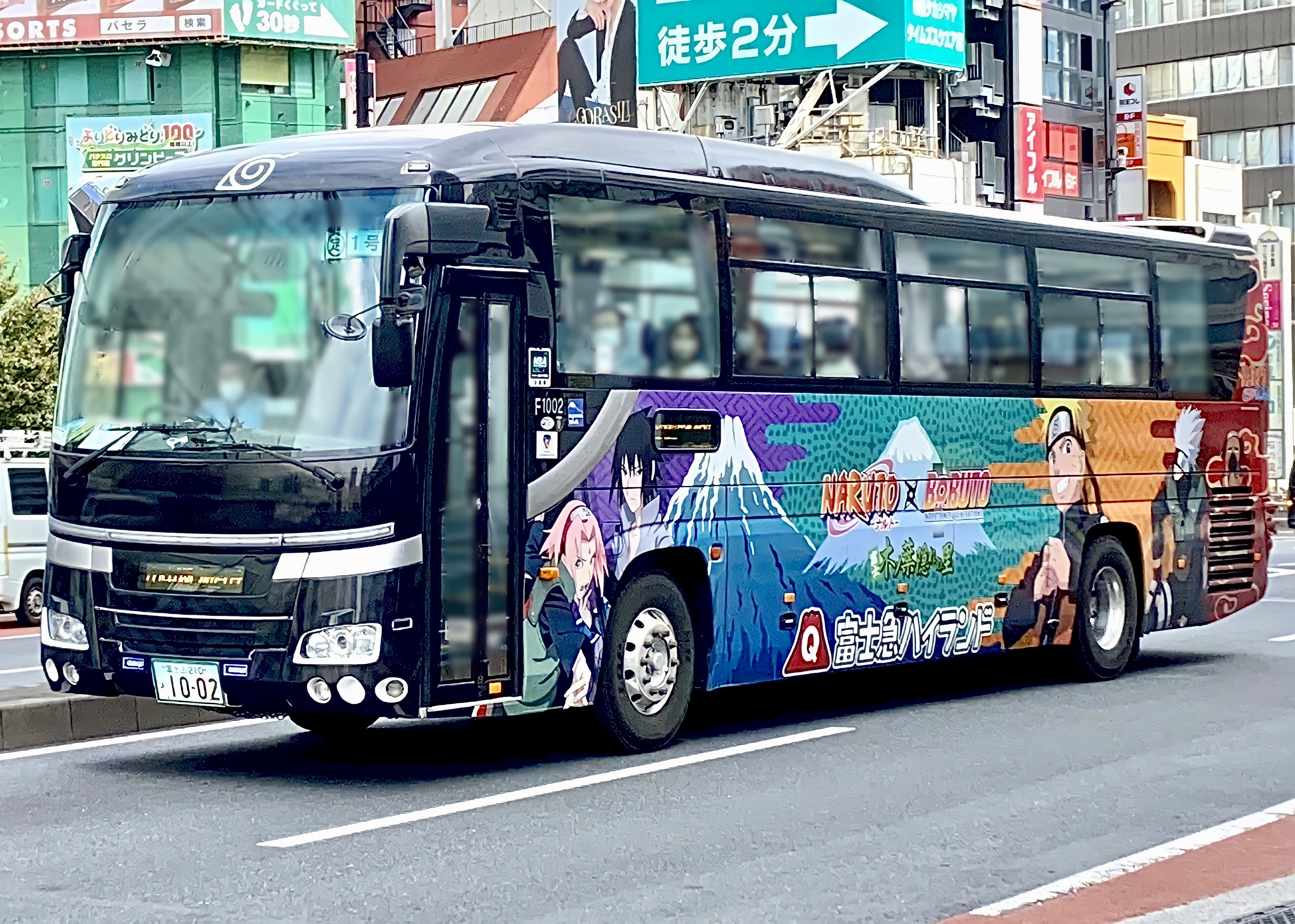
富士急ハイランドにオープンした「NARUTO×BORUTO 富士 木ノ葉隠れの里」に合わせて運行を開始した富士急バスのラッピングバス
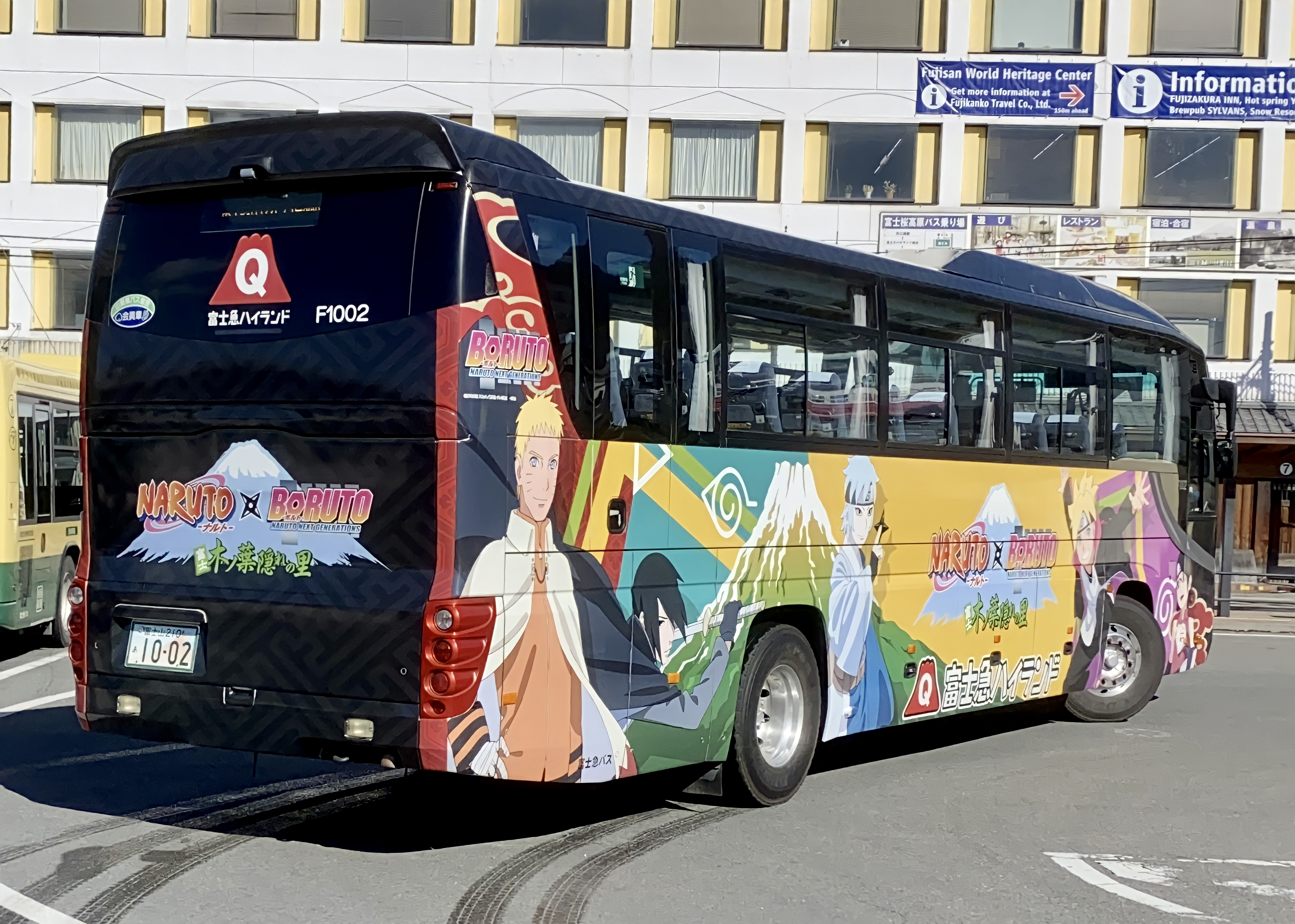
富士急バスの「NARUTO×BORUTO 富士 木ノ葉隠れの里」ラッピングバスのリア画像